# Cultura de Bolivia

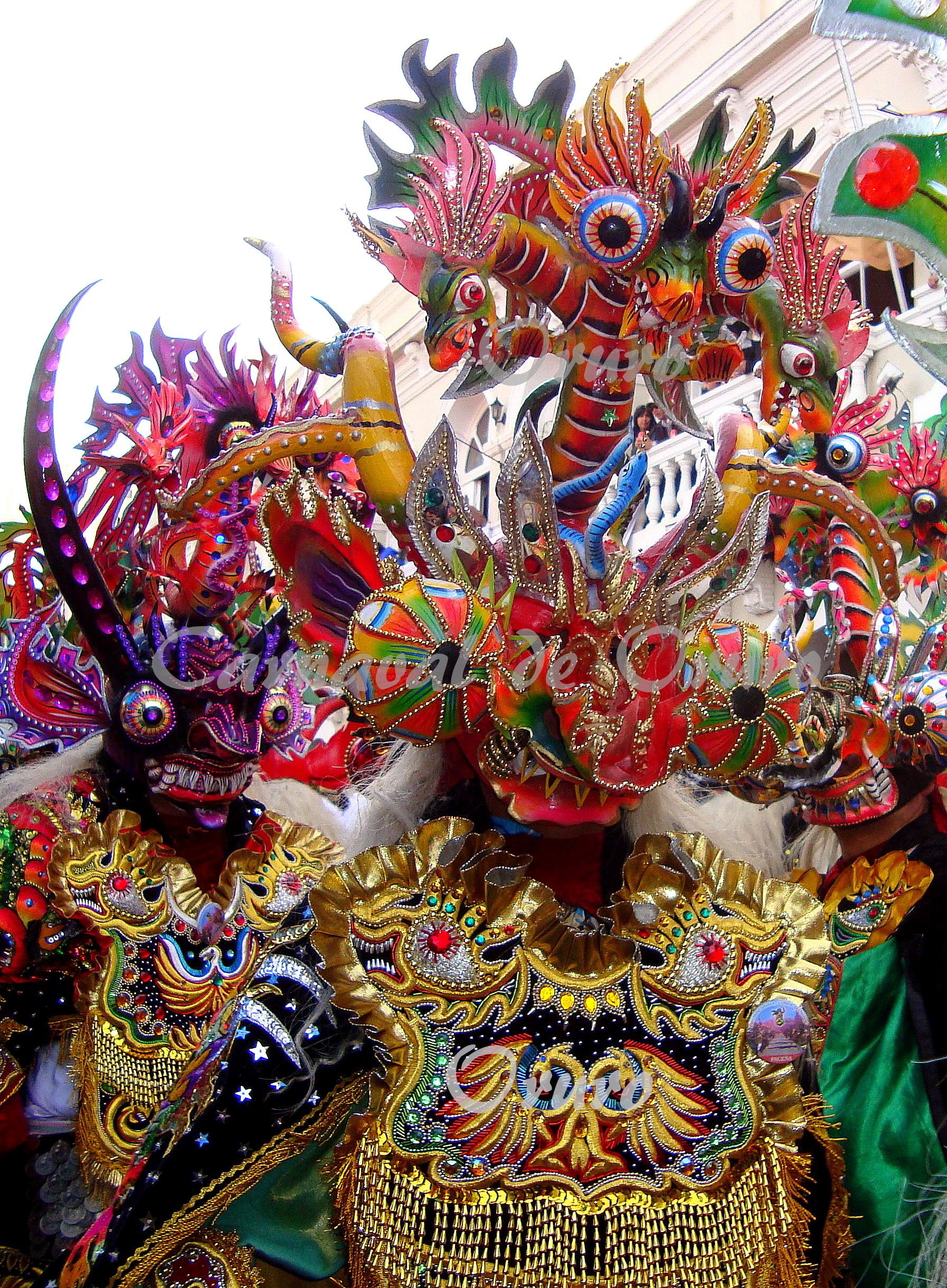
Indumentaria tradicional de la danza de la Diablada durante el Carnaval de Oruro en Bolivia.

La cultura de Bolivia es producto de una gran diversidad de expresiones, como resultado de la variedad de escenarios geográficos que su actual territorio comprende, así como de la diversidad étnica que la caracteriza. Es muy diversa en lenguas, abarcando la cordillera de los Andes, el Gran Chaco, los valles interandinos, los llanos y el Amazonas.
En Bolivia existen alrededor de cuarenta grupos étnicos, que en muchos casos conservan sus tradiciones, culturas e idiomas. Un estudio de 2003 muestra que Bolivia es el país más diverso étnica y culturalmente de América Latina y el Caribe.
La cultura boliviana ha sido definida por su interesante disposición geográfica, la predominante población indígena y el mestizaje de sus tradiciones ancestrales con los elementos culturales europeos que fueron importados durante el periodo de colonialismo español. La amalgamación de todos estos elementos han dado como resultado una cultura rica y variada.

## Vestimenta tradicional
La vestimenta varía de acuerdo a la zona geográfica del país. En la zona del Altiplano es común ver multicolores, vestidos principalmente confeccionados con lanas de llama, alpaca, vicuña y oveja, que han sido teñidos utilizando colorantes naturales conocidos como anilina. Estas vestimentas capturan rápidamente la atención de los visitantes quienes, no siendo ajenos a su vistosidad, terminan adquiriendo vestuarios completos. El vestuario lleva incluido generalmente tejidos con patrones geométricos, ocasionalmente zoomorfos y antropomorfos, y barras conocidos como aguayos (o en quechua llicllas). Es común la presencia de estos elementos en las comunidades de los aimaras, quechuas, urus, chipayas, tupí  guaraníes, con variaciones en tonos o colores en cada comunidad.
En las ciudades, los descendientes indígenas que migraron adquirieron vestimentas características que tuvieron origen en tiempos de la época de la colonia, y que con el tiempo ha dado origen a la palabra «cholo» y «chola» en el occidente. Las mujeres son las mejores representantes de esta herencia, pudiéndose diferenciar claramente el vestuario de mujeres potosinas, orureñas, paceñas, cochabambinas, chuquisaqueñas y tupiceñas. Incluso en La Paz, las comunidades afrobolivianas han mantenido tradiciones, música y vestimentas propias. 
En las zonas orientales que comprenden los departamentos de departamento de Santa Cruz, Beni y Pando, de clima caluroso existe una gran variedad de vestidos entre los que se encuentra el «tipoy», vestido de una sola pieza, largo y de mangas cortas con bordes rematados de encajes o lazos de colores. Los tipos están confeccionados con hilos suaves y coloreados con matices alegres y diseños floridos. Por lo general las mujeres no llevan sombrero y prefieren los arreglos de flores en los cabellos, a veces trenzados en una pieza y a veces en dos. Los varones usan sombreros de ala ancha confeccionados en mimbre llamados «sombreros de saó».
En el departamento de Tarija, de clima templado y frío en la región de la zona alta y, templada y calurosa en la región de los valles, las vestimentas no suelen tener diferencia alguna entre ambas regiones, la mujer lleva un sombrero de ala media larga con la circunferencia doblada de colores gris claro o amarillo caña, blusa y polleras sencillas, mantilla, abarcas u ojotas; mientras que el hombre lleva sombrero de ala larga, camisa, pañoleta, poncho, pantalón, ojotas o botas. En el chaco boliviano, de clima caluroso, la mujer suele usar un vestido de una pieza con la falda de mucho vuelo y zapatos con tacos o alpargatas; los hombres llevan un sombrero de cuero con doblez de una parte de la ala, camisa, pañoleta de tipo corbatín, pantalón bombacho, rastra y botas acordeonadas.

## Música

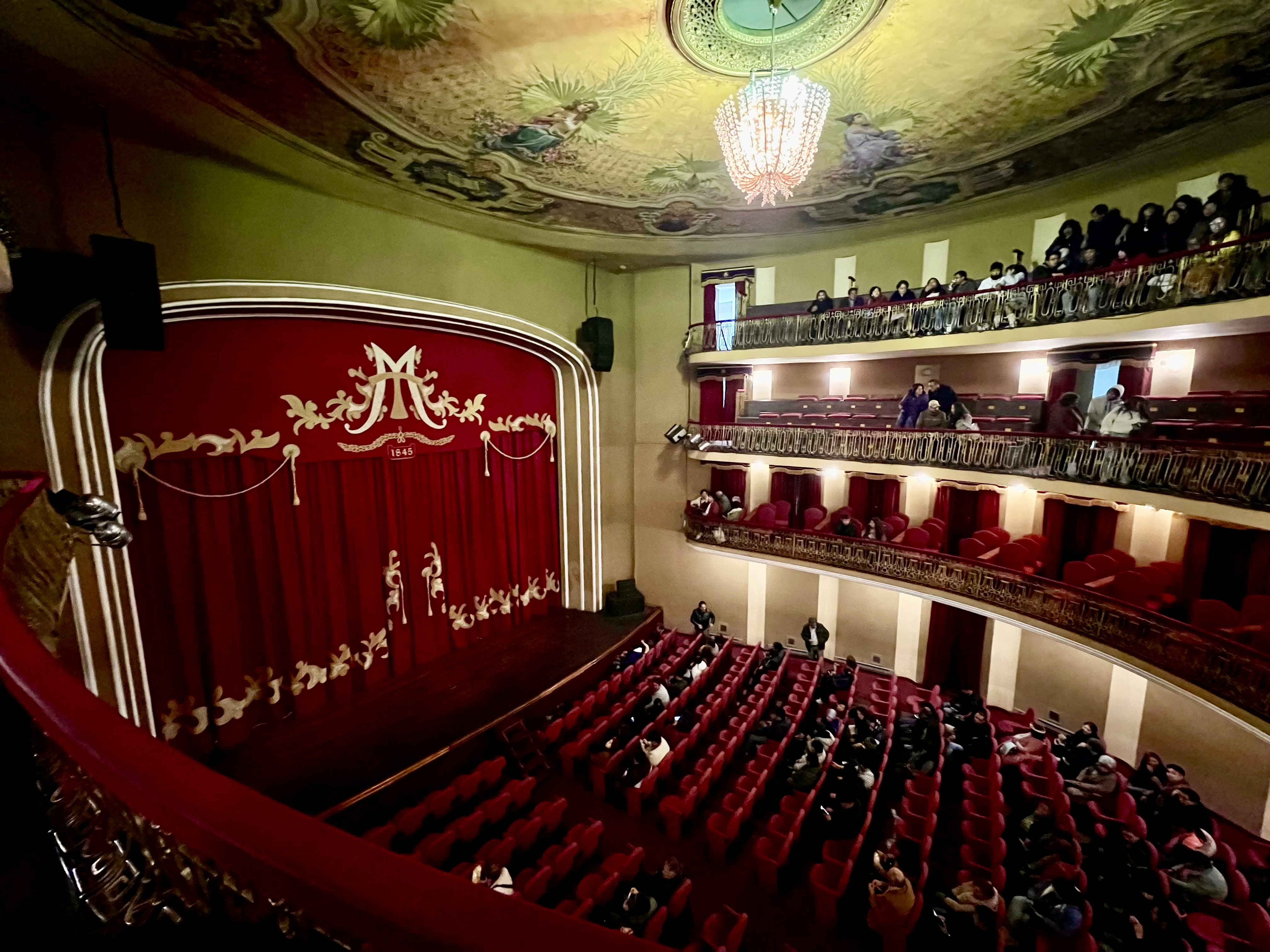
Interior del Teatro municipal Alberto Saavedra Pérez en La Paz

En la interpretación todavía se utilizan instrumentos prehispánicos, como las variantes del sikus o de la
Algunos de los géneros típicos de las regiones son: en la zona oriental-amazónica el taquirari, la chovena, el julajula, el pinquillo, el erke y otros, en la zona andina son el tinku y el kaluyo.
Aunque las tradiciones musicales de los Andes han evolucionado a partir de una serie de influencias preincaicas, incas, españolas, amazónicas e incluso africanas, cada región de Bolivia ha desarrollado tradiciones musicales características, así como danzas e instrumentos.
El sonido de la música andina, desde el frío altiplano, es adecuadamente persistente y lastimero, mientras que de los valles y trópico es más cálida y alegre, con su complemento de tradicionales instrumentos musicales, ofrece unos tonos más vibrantes y llenos de colorido. Aunque la música original andina fue exclusivamente instrumental, las tendencias hacia la popularización han inspirado el añadido de letras apropiadamente trágicas, agridulces o taciturnas.
En el extremo oriental de las tierras bajas del norte de Bolivia, la influencia jesuita sobre el talento musical chiquitano, mojos y guaraní ha dejado un legado singular que todavía se pone de manifiesto y que se mantiene particularmente fuerte en las tradiciones musicales de la vecina Paraguay. Los jesuitas estimularon la educación y la difusión de la cultura de la época entre los pueblos de la región que crearon instrumentos musicales de artesanía (los famosos violines y arpas que se fabrican actualmente en el Chaco), y aprendieron e interpretaron la música barroca italiana, incluida la ópera. Ofrecieron conciertos hasta en los lugares más remotos, con actuaciones de danza y teatro.

### Folklore
Se han destacado especialmente
Alfredo Domínguez Romero,
Chullpa Ñan,
El Trío Oriental,
Enriqueta Ulloa,
Esther Marisol,
Gladys Moreno,
Grupo Andino,
Grupo Cultural Wara,
Guisela Santa Cruz,
Huáscar Aparicio,
Humberto Leytón,
Juan Enrique Jurado,
Los Andariegos,
Los Canarios del Chaco,
Los Jairas,
Los Kjarkas,
Los Masis,
Los Quipus,
Los Tuta Puris,
Maritza Donaire,
Negro Palma,
Nilo Soruco,
Norte Potosí,
Rumillajta,
Savia Andina,
Willy Alfaro Carballo,
Yalo Cuéllar,
Yanapakuna,
Zulma Yugar,
Kalamarka

### Rock
El rock boliviano nace en la década de los 70, como consecuencia de la música que recibían como influencia los jóvenes rebeldes de otros jóvenes de países vecinos y también del rock estadounidense. Este dato puede ser contrastado revisando la discografía del grupo Wara, que además supuso la introducción de instrumentos musicales andinos, creando una nueva forma de sonido llamado psicodélico, pese a que el grupo se mantiene vigente, su conformación se ha modificado en los últimos años.   

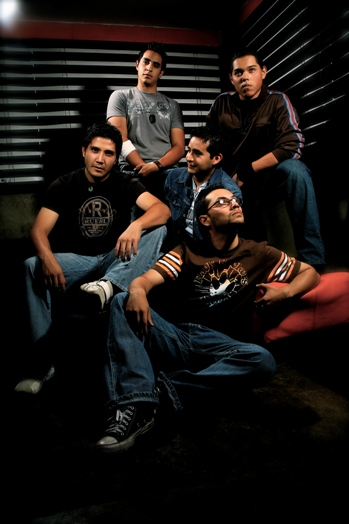
Imagen del grupo de rock Jade.

A partir de los años setenta se empezó a cultivar en el país el rock boliviano:
- Ztate of Mind
- Overcross
- Aeroplan
- Alcohólika
- Arkanos
- Atajo
- Clímax
- Denial
- Deszaire
- Galvorn
- Jherux
- La Calle de las Brujas
- Lou Kass
- Loving Darks
- Mezz
- Octavia
- Paseando al Perro
- Sacrilegio
- Track
- Unit
- Wara

### Cumbia
Debido a la influencia de los países vecinos, con los años la cumbia ha ido ganando terreno y se ha hecho popular.
Entre los grupos más conocidos están:
- Los Brother's,
- Miguel Orias,
- Conexión,
- PK-2,
- Opus 4.40,
- Carlos & La Jem Band,
- Rocka Sólida,
- Veneno (grupo que se caracteriza por fusionar ritmos latinos como el merengue, el reguetón y la bachata con la música tropical boliviana),
- La Bamba
- La Gota
- América Brass
- Sigmas
- Diego Soria
- Pura Sangre
- Beto Durán
- Derroche
- Las Consentidas (cholitas que fusionaron la cumbia villera con el ritmo del charango).
- Clímax, de Cochabamba
- Iberia, de Oruro
- Bamba Latina, de Oruro
- Maroyu, de Cochabamba
- Grupo Yoga, de Tarija
- Los Badulakes, de Tarija
- Los Korys, de La Paz
- Enlace de Sacaba
- Eclipse de Sucre
- Magnus de Sucre
- Marfil, de Cliza
- Elipsis, de Cochabamba
- Los Ronisch (creadores de la cumbia sureña), de Cochabamba.

### Rap y hip hop
Este género y cultura musical empieza a tomar fuerza en los años noventa (si bien sus principios se encuentran en los años ochenta).
El rap de los años noventa en Bolivia fue influenciado sobre todo por el estilo estadounidense, con violencia y rivalidades de pandillas en los bailes.
En 1992 (según los videos televisivos de la Red ATB y TSB) apareció el primer grupo de rap de Bolivia, llamado RapAZ, que también fue el primer grupo de rap boliviano que grabó un disco).
Los primeros grupos de rap fueron
- Rapaz,
- El Cholo,
- The Way
- Alfonseca Marraqueta Blindada,
- DJ Fantasma,
- Esencia Urbana,
- LP La Paz (desde 1998, primer álbum en 2003, con cóvers de grupos conocidos),
- Saint Piter y
- Chu-pt Bong.

El hip hop se desarrolló en Bolivia, haciéndose presente en los medios de comunicación, con mensaje sociales aunque todavía con letras violentas:
- Ukamau y que!,
- Raza Insana
- Diztinto (colectivo creado por Alfonseka),
- Familia Lírica (de Santa Cruz),
- La Gran Llajta (de Cochabamba)
- RockaUrbana, (de Cochabamba)
- Pacha Lingo

Aparecieron grupos de rap evangélico como
- El Yeso,
- Askenaz,
- Cuestión de Fe.

Más tarde aparecieron
- Graffiteros,
- Bboys, y
- MCs (Bolivia).

## Instrumentos

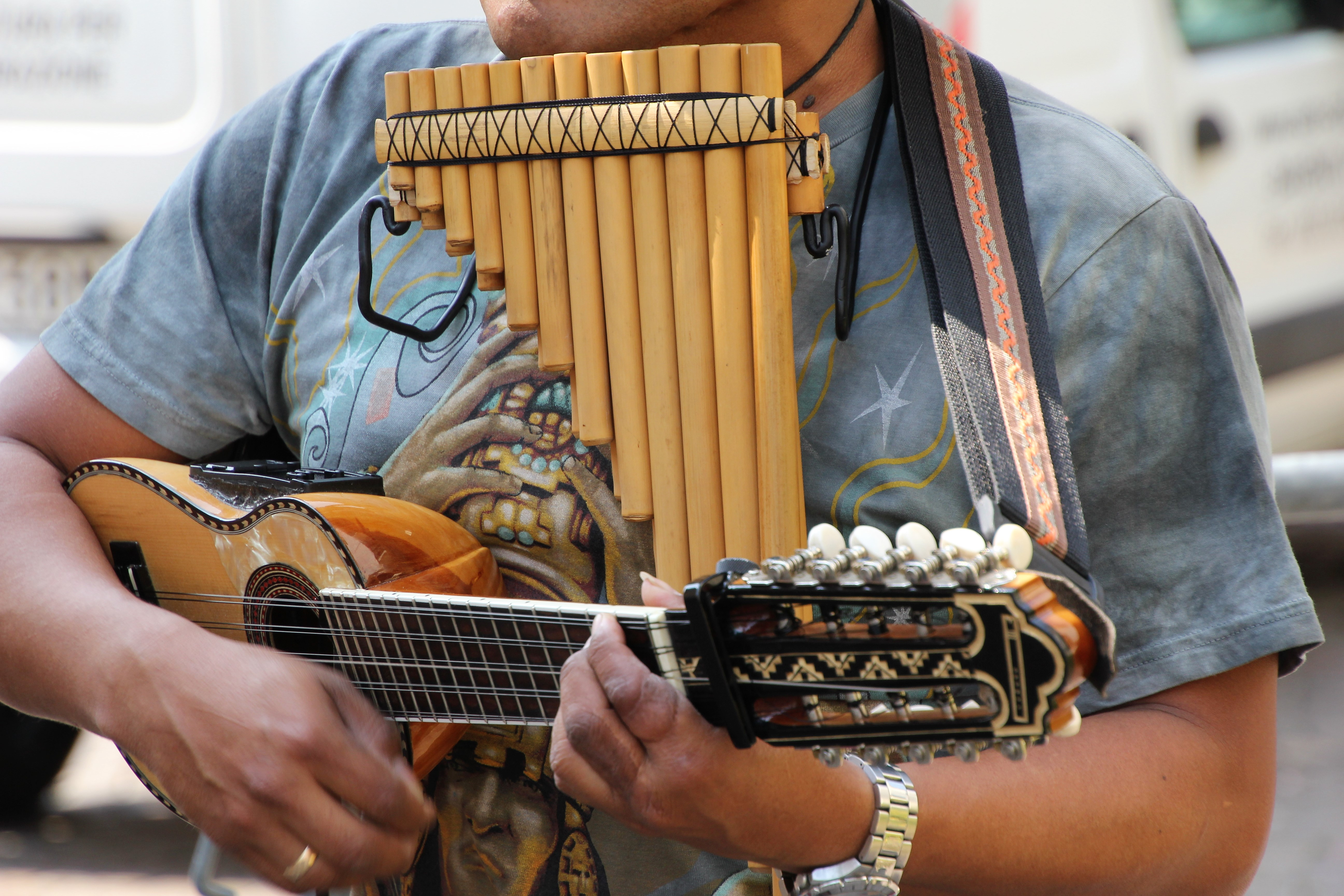
El charango y el siku, instrumentos nacionales de Bolivia

Aunque el sonido marcial de pequeñas bandas de instrumentos de metal pobremente ejecutados parece formar parte integral de la mayoría de las fiestas sudamericanas, las tradiciones musicales andinas emplean una variedad de instrumentos que se remontan a los tiempos precoloniales. Solo tiene raíces europeas el popular charango, similar al ukelele (basado en la vihuela y la bandurria, de origen español, formas antiguas de la guitarra y la mandolina). A principios del siglo XVII los nativos andinos ya habían mezclado y adaptado los diseños españoles en uno que reproducía mejor su escala pentatónica, un instrumento de diez cuerdas de tripa de llama (dispuestas en cinco pares) y una caja de resonancia hecha con caparazón de quirquincho (o armadillo). Los charangos modernos apenas son diferentes de aquellos otros modelos antiguos, aunque el material que se emplea actualmente para fabricar las cajas de resonancia es la madera, debido tanto a la escasez y fragilidad de los quirquinchos, como a los esfuerzos por mejorar la calidad del sonido. Otro instrumento de cuerda, es el violín chapaco, que tuvo su origen en Tarija y es una variación del violín europeo, es el instrumento favorito en la Semana Santa y sobre todo en la Pascua Florida.

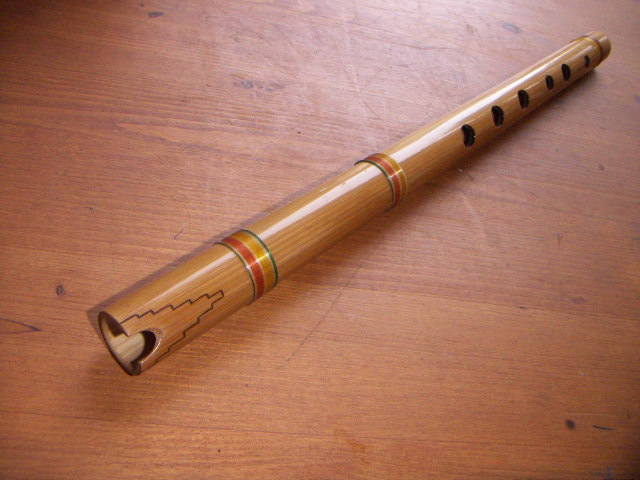
Quena, instrumento de música andina.

Antes de la llegada del charango, la melodía estaba exclusivamente a cargo de instrumentos de madera y de viento. Los más reconocidos de todos ellos son la quena y la zampoña (flauta combinada), que aparecen en la mayoría de las actuaciones musicales tradicionales. Las quenas son sencillas flautas de junco que se tocan soplando por un orificio en un extremo. Las zampoñas más complejas se tocan forzando el aire a través de los extremos abiertos de juncos atados juntos por orden de tamaño, a menudo en hileras. Tanto las quenas como las zampoñas aparecen en una amplia variedad de tamaños y gamas tonales. Aunque la quena estaba destinada originalmente a interpretaciones solistas de piezas musicales conocidas como yaravíes, las dos flautas se tocan ahora como parte de un conjunto musical. El bajón, una enorme flauta combinada, con boquillas separadas en cada junco, acompaña las festividades de las comunidades de mojos, en las tierras bajas del departamento del Beni. Mientras se toca, se tiene que apoyar en el suelo, o ser transportado por dos personas.
Otros destacados instrumentos de viento incluyen el tarka y el sikuri, instrumentos importantes de las tarqueadas y sicureadas del altiplano rural, así como el pinkillo, una flauta de carnaval de la que se obtienen diversos tonos agudos.
Los instrumentos de viento hechos de madera y propios de los valles de Tarija y Tupiza son
- la anata ("Tupiza")
- la caña (instrumento elaborado de caña hueca, de aproximadamente tres metros de longitud, en un extemos lleva un cono hecho de cuero a manera de bocina "Tarija")
- la camacheña (un tipo de flauta que se toca desde la fiesta de San Roque (a principios de septiembre) hasta fin de año "Tarija").
- el erque (instrumento hecho de cuerno de vaca, se toca exclusivamente en Carnaval de Tupiza y "Tarija").

La percusión también figura en la mayoría de fiestas y otras actuaciones musicales folclóricas, como tonalidad de fondo para la música típicamente armoniosa de las melodías de los instrumentos de viento hechos de madera. En las zonas más altas, específicamente en Potosí, el tambor más popular es el wankara.
En los valles altos y bajos de Tarija, valles al sur de Bolivia como Tupiza, valles y quebradas subandinas del sur de Chuquisaca como Sud Cinti y sur de Nor Cinti), está presente la caja, instrumento de percusión similar a un tambor de tono grave, aunque la interpretación de la misma son similares en dichas regiones.

## Danzas
La importancia histórica de la ciudad Oruro y su gran influencia cultural y religiosa hacen del carnaval de Oruro un escenario natural que refleja la interculturalidad de las distintas zonas de Bolivia.
La zona andino-altiplánica de Bolivia en cuyo pie se encuentran los valles llamados yungas, de donde provienen la danza de los negritos, la saya y los caporales. Sin embargo, este último también tiene influencias de los danzas europeos.
La densa población de esta zona ―donde se encuentran los departamentos de Potosí, Oruro y parte de La Paz es rica en folklore y muchas de estas danzas participan del Carnaval de Oruro. Entre estas danzas están  el tinku, la llamerada, la kullawada, la morenada, la diablada, la antawara, los calcheños, los potolos, la waka tokoris, la kallawaya y el kantus.
La zona de los valles es diversa en danzas. En Chuquisaca destaca el pujllay; en Tupiza la tonada en Cochabamba la cueca cochabambina, el huayño y los bailecitos; en Tarija la cueca chapaca, la tonada y la rueda; en el Chaco boliviano que comprende los departamentos de Chuquisaca, Tarija y Santa Cruz destaca la chacarera, una danza de origen argentino.
Los llanos y el Chaco, de donde provienen los chunchos y las tobas (twas), danzas guerreras que involucran otras etnias en su interior.
Todas estas danzas mencionadas comparten con danzas de origen orureño, como la diablada (o danza de los diablos),  la morenada, las antahuaras, las awatiris, los sicuris, los wititis,el intillajta,los sampoñaris y las tarqueadas.

### Festivales
Bolivia cuenta con un importante calendario festivo, en el que destacan varias fiestas locales y regionales como el Carnaval de Oruro, la anata andina, el pujllay (Tarabuco-Chuquisaca) y el tinku del norte de Potosí, entre otras.

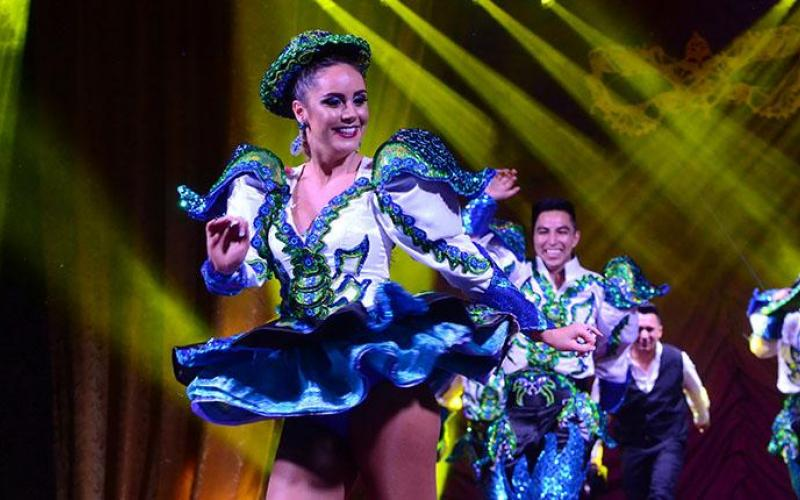
Bailarines de caporales
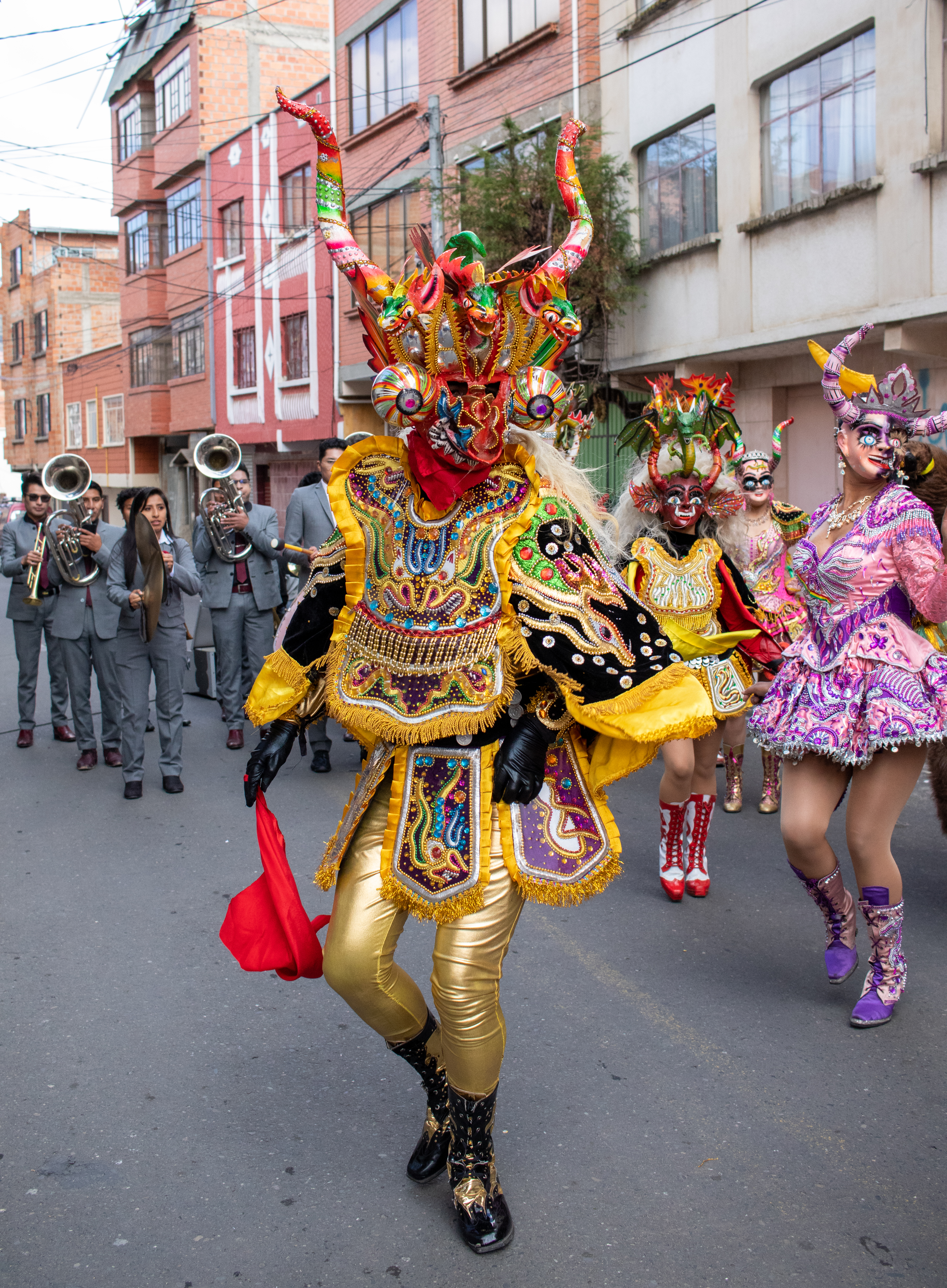
Diablada orureña
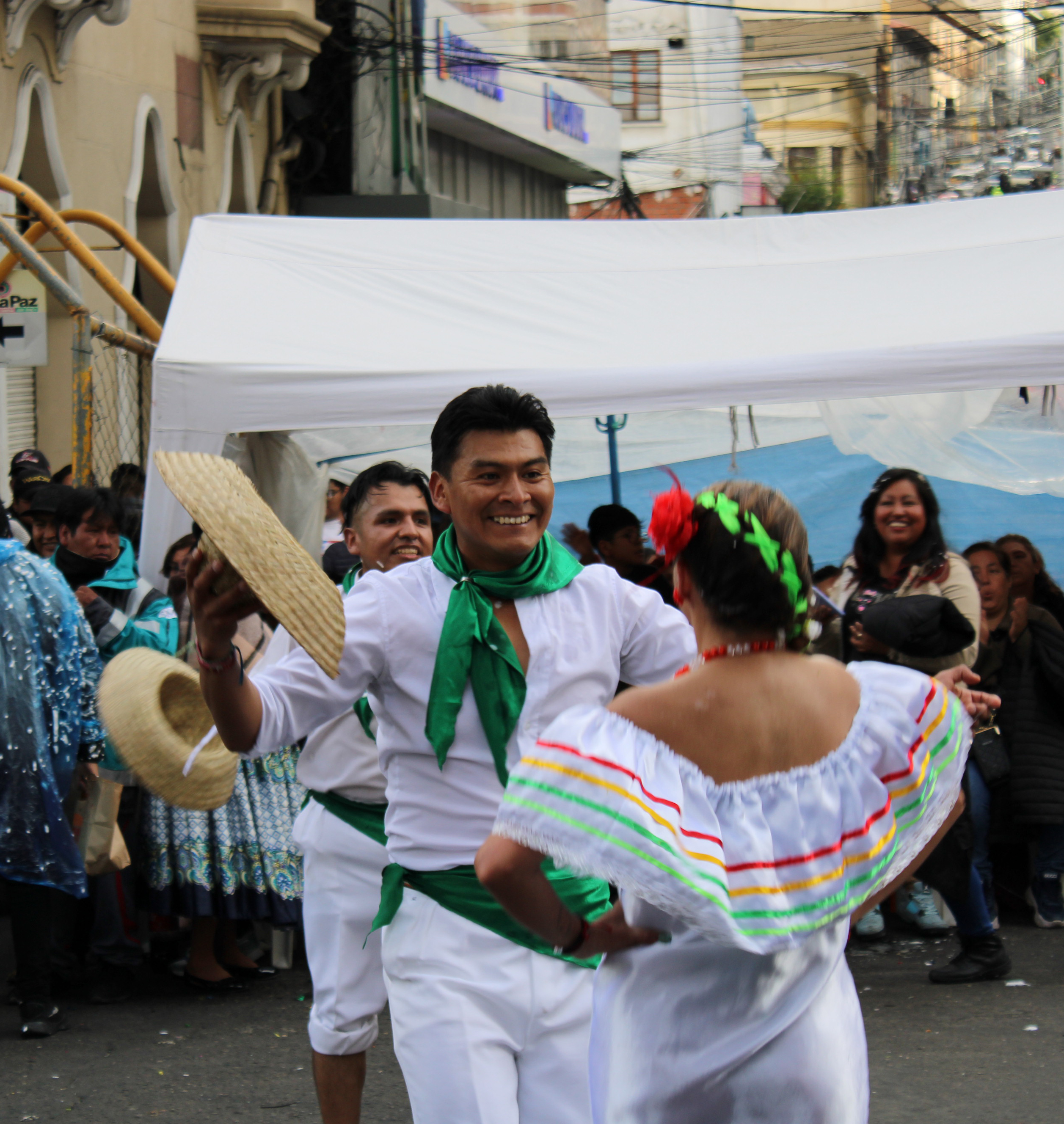
Pareja bailando el taquirari
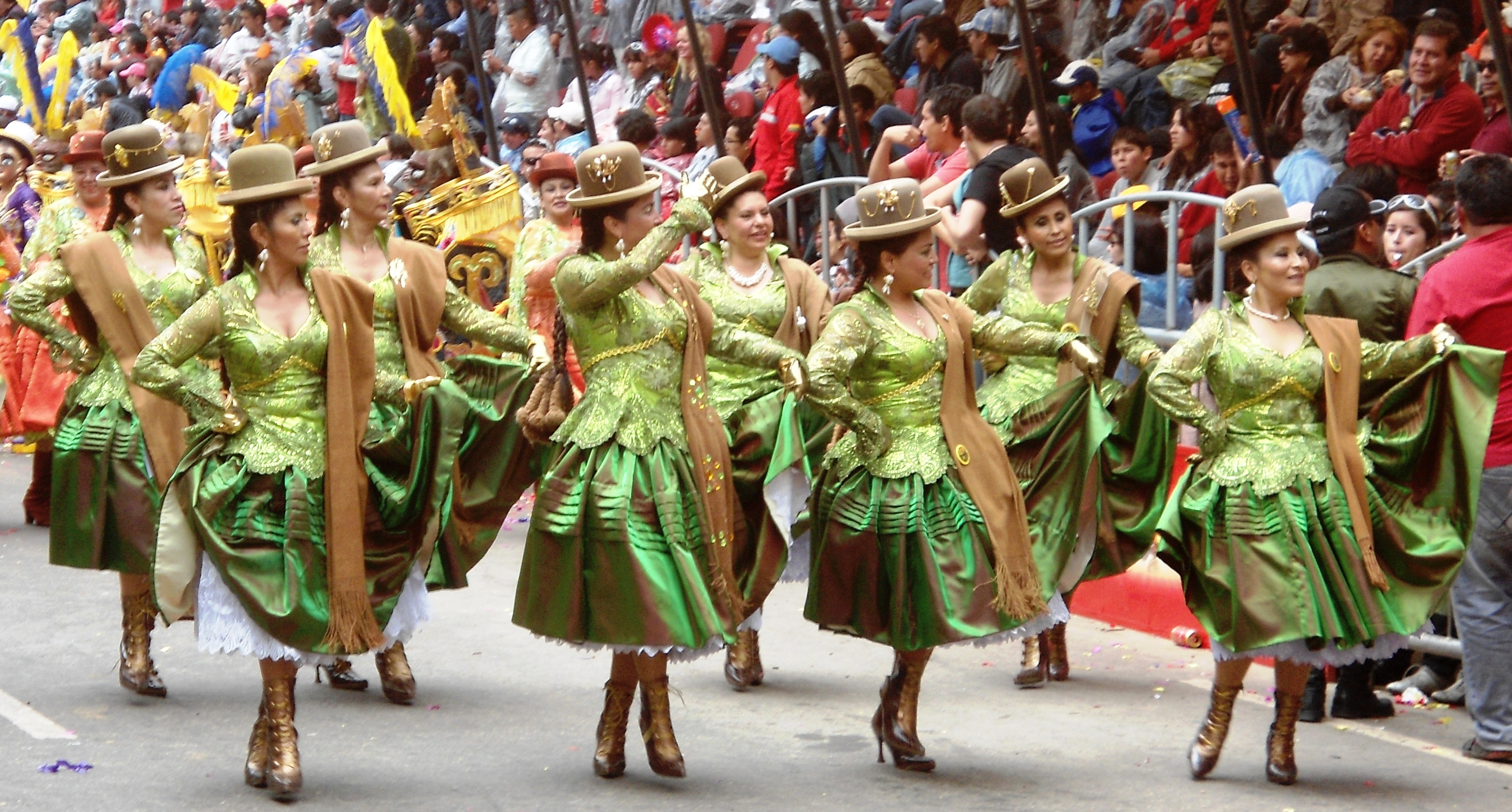
Desfile de morenada
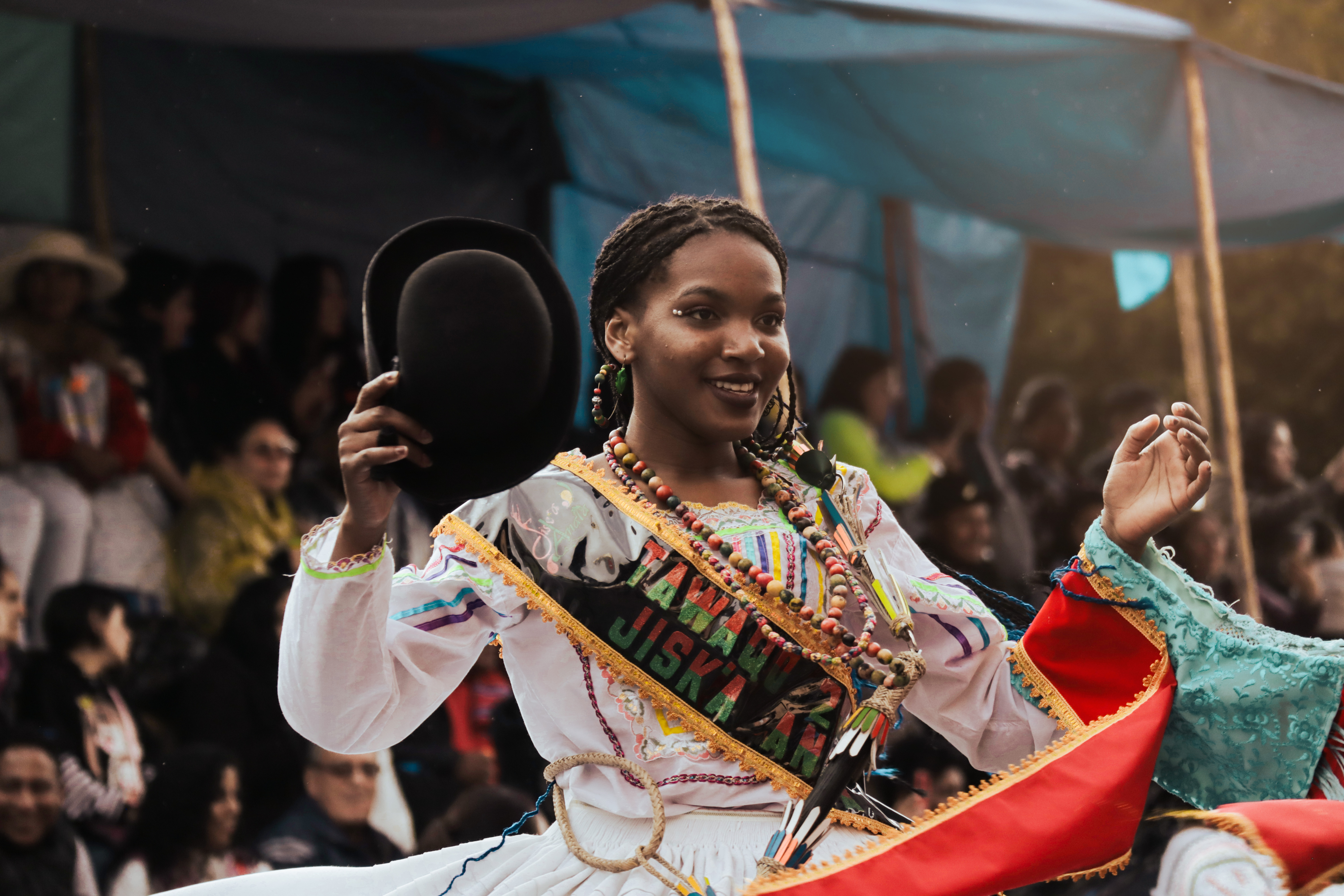
Bailarina de saya afroboliviana
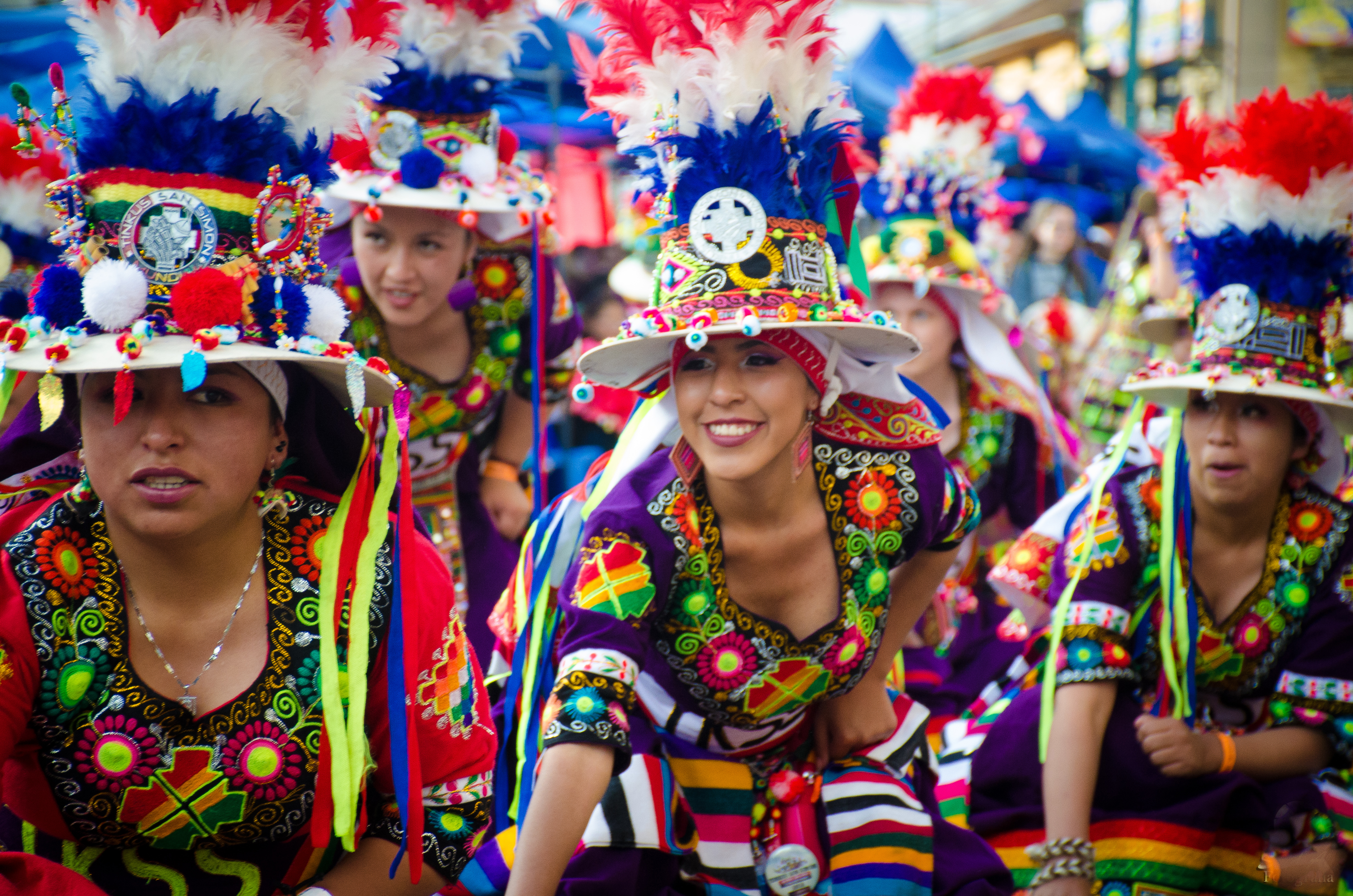
Bailarinas de Tinku
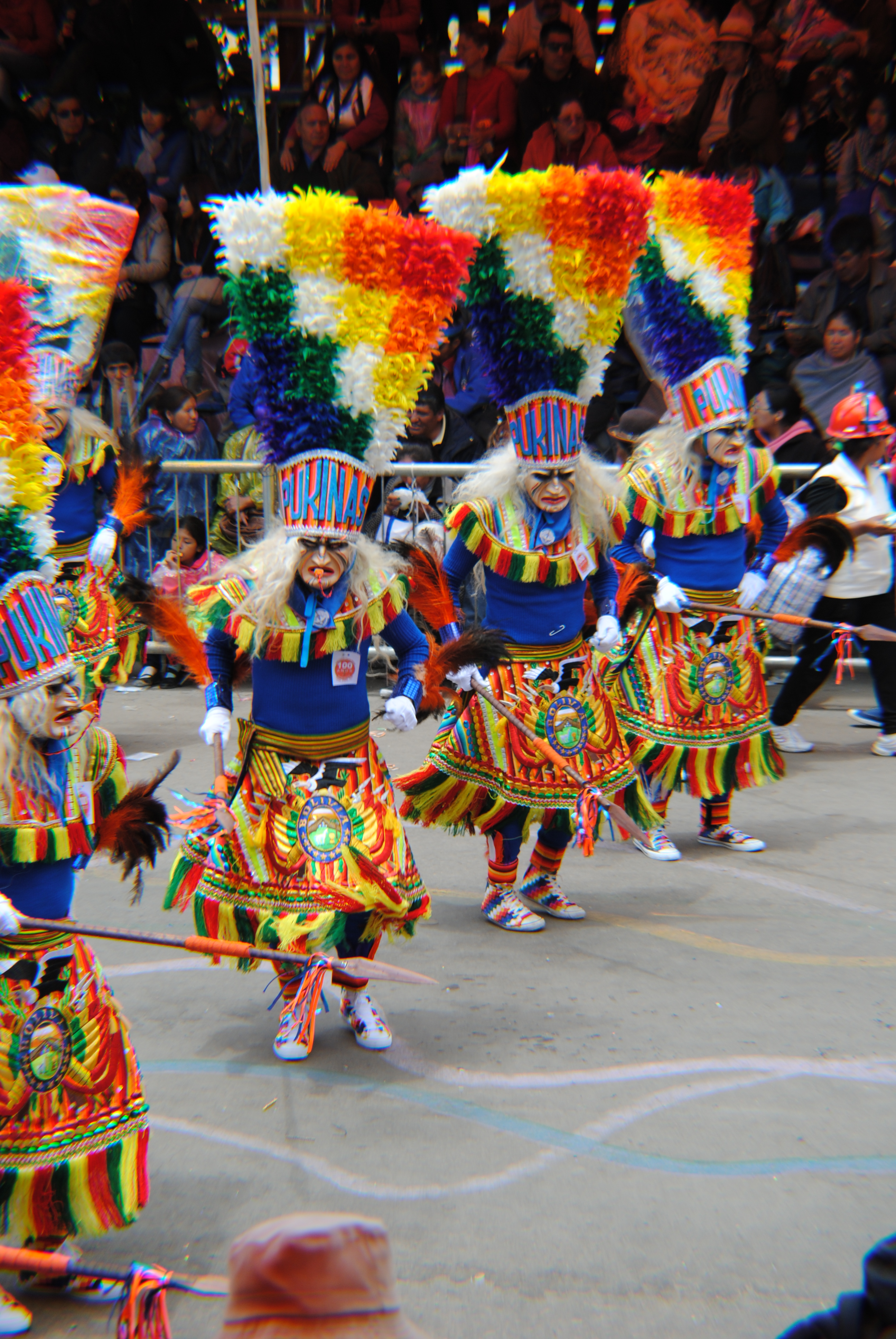
Danza de los Tobas
Pareja bailando cueca
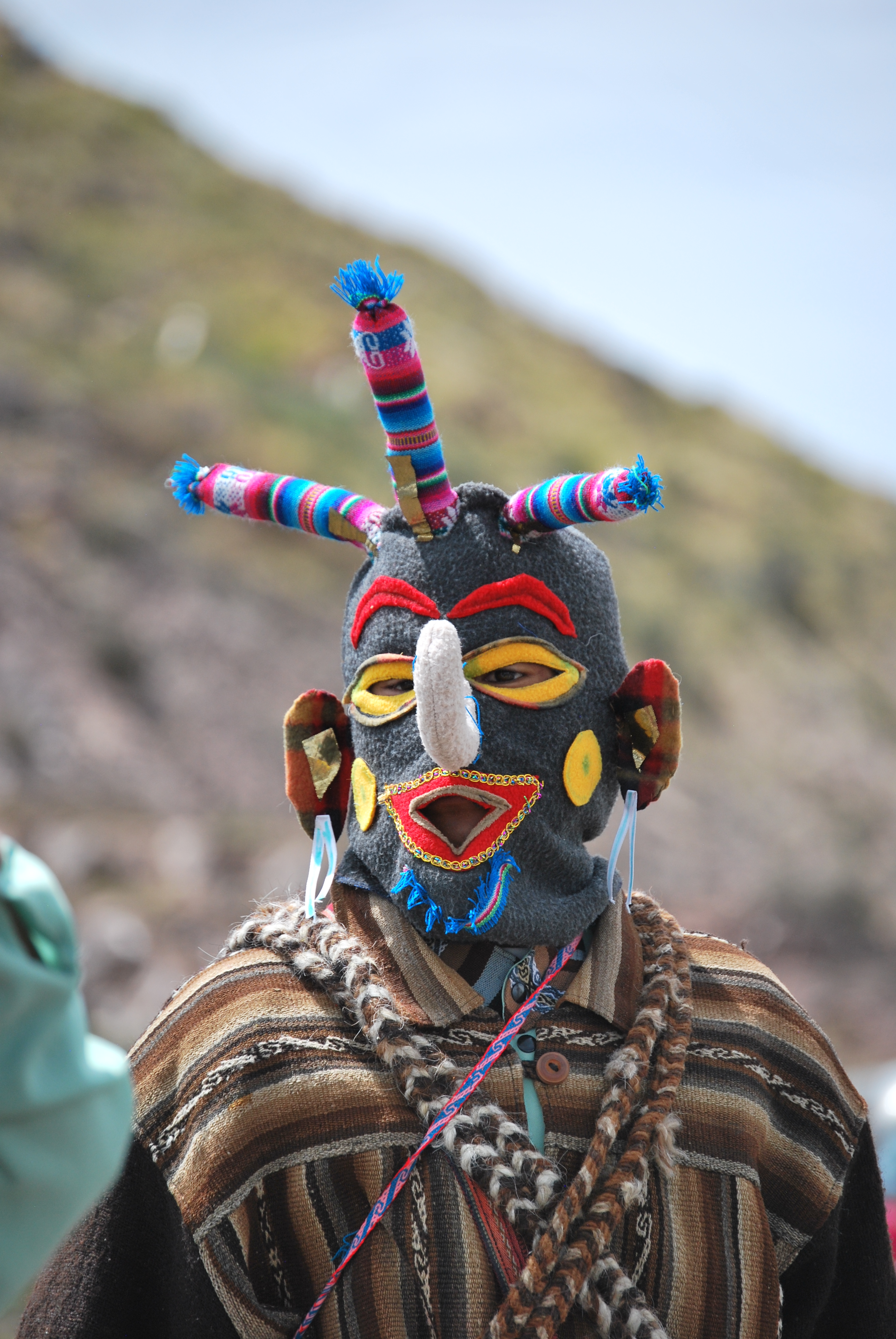
Danza del Kusillo
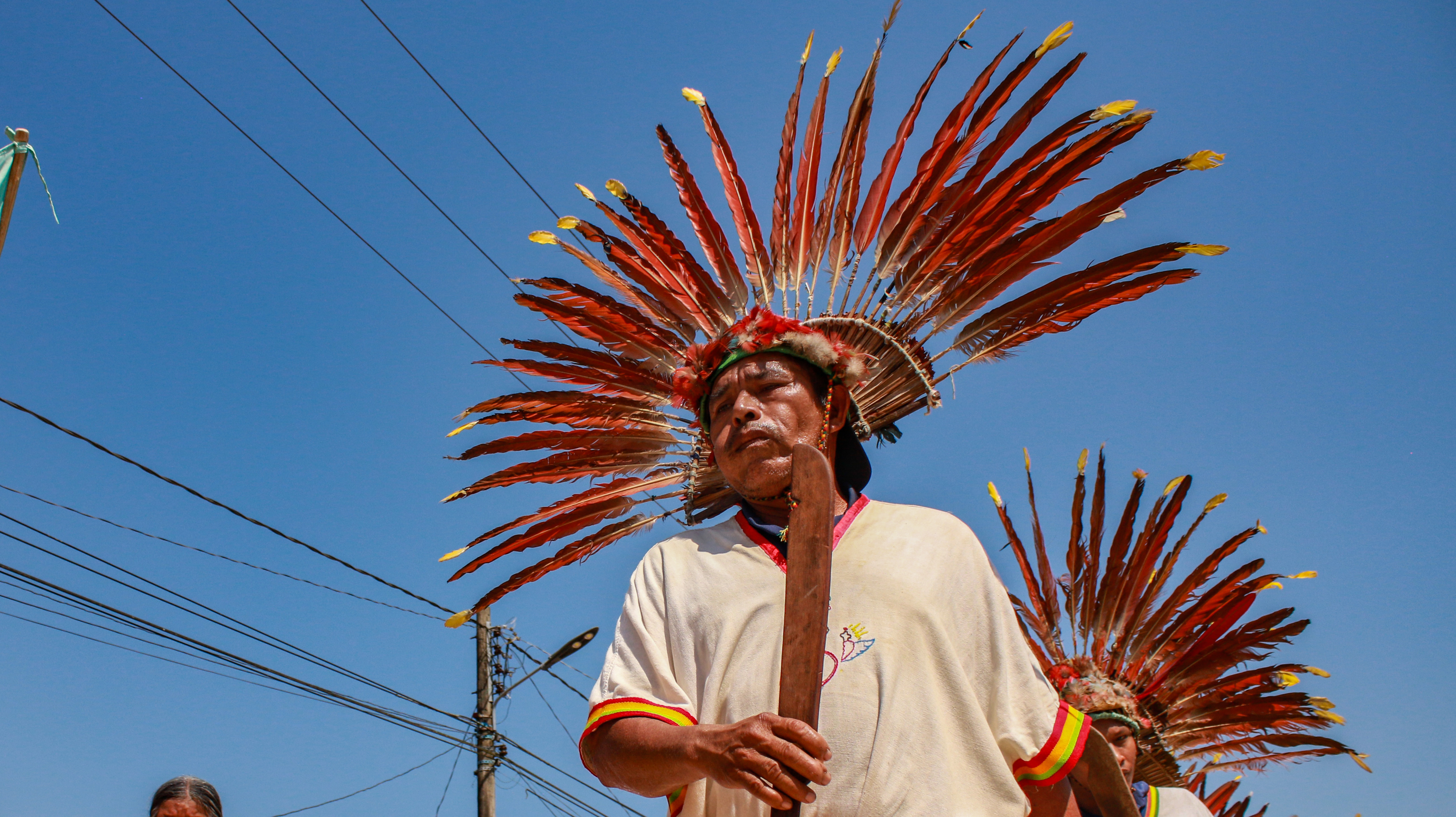
Danza de los macheteros
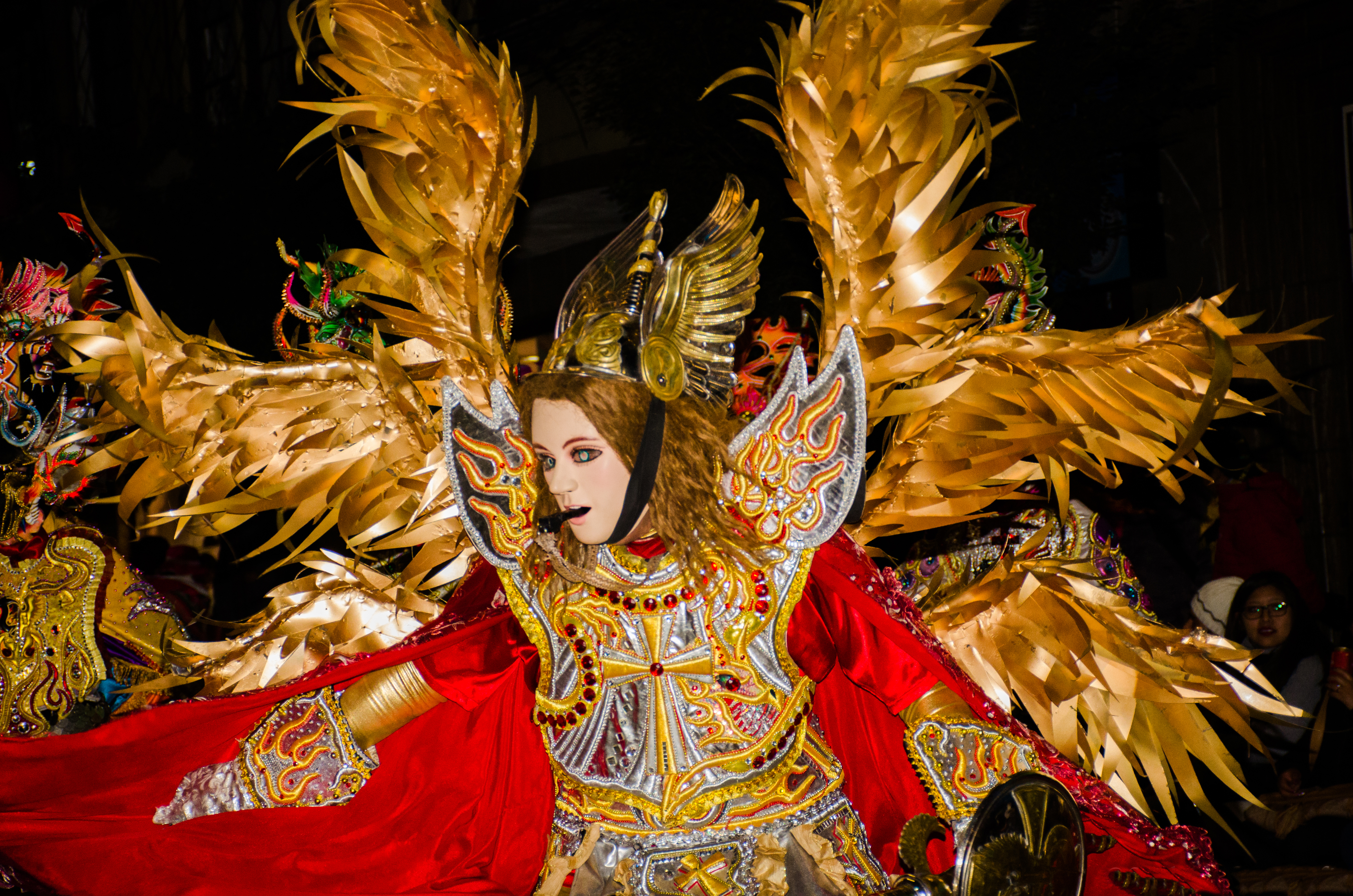
El ángel de la diablada
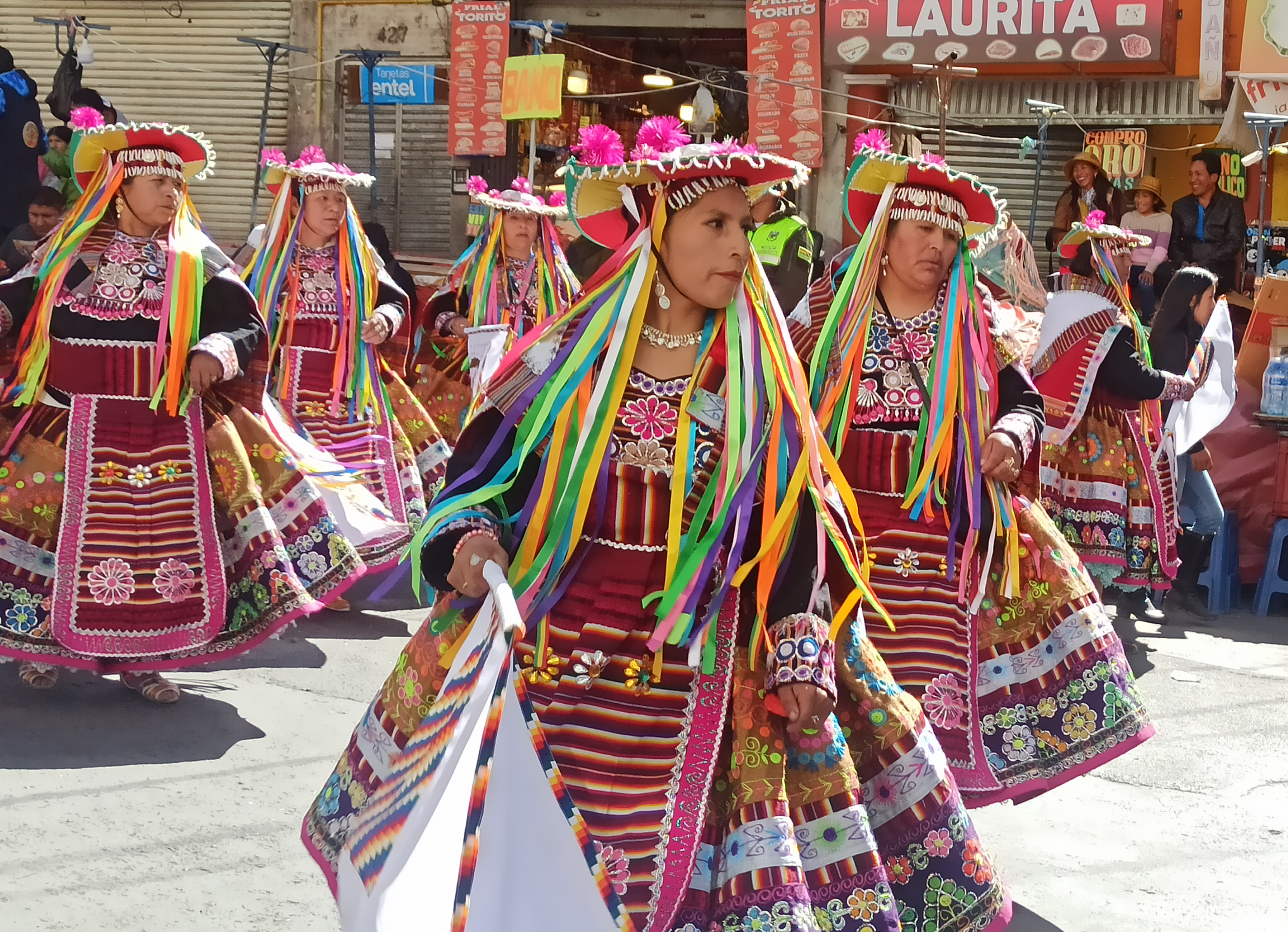
Bailarinas de pujllay
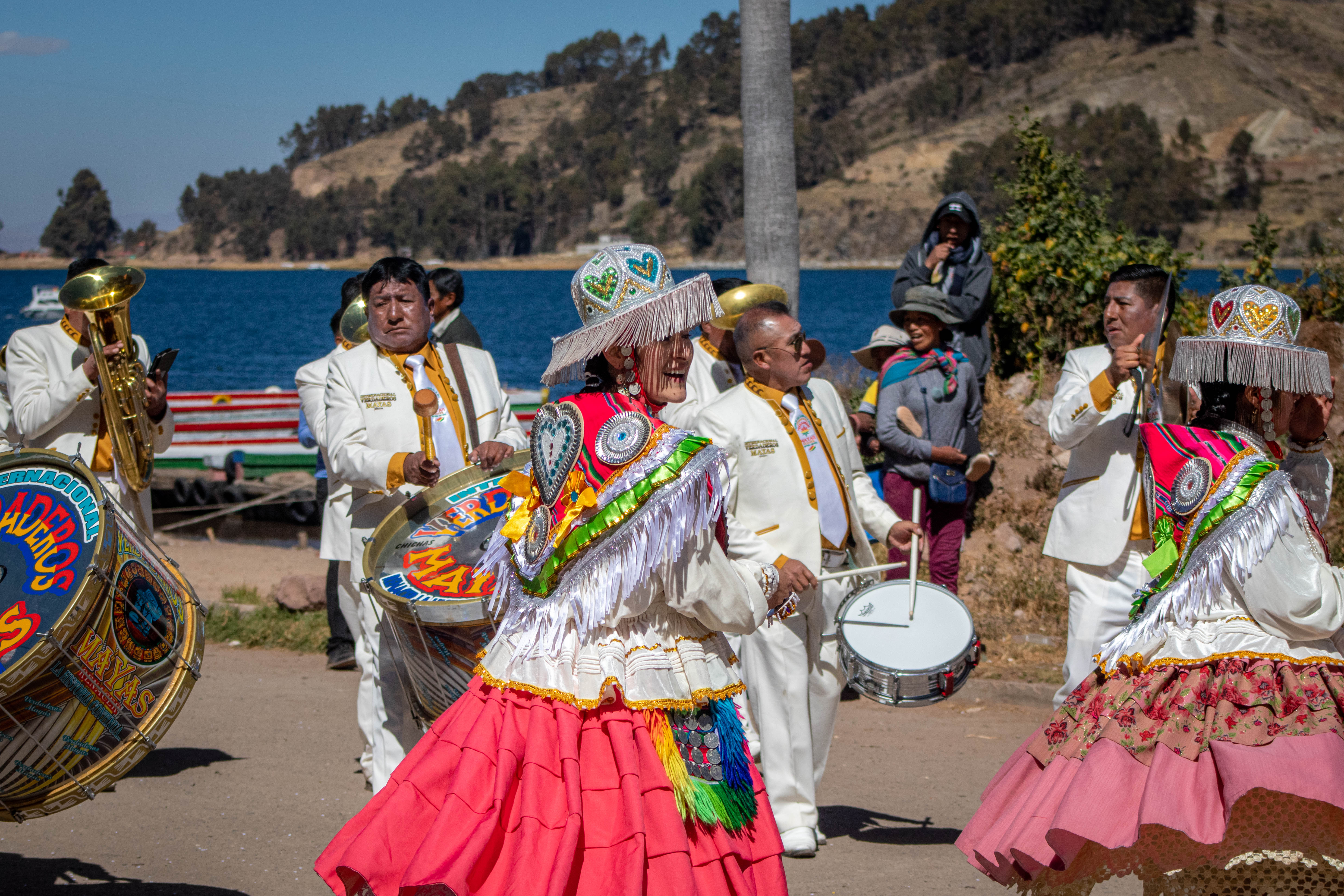
Bailarines de kullawada
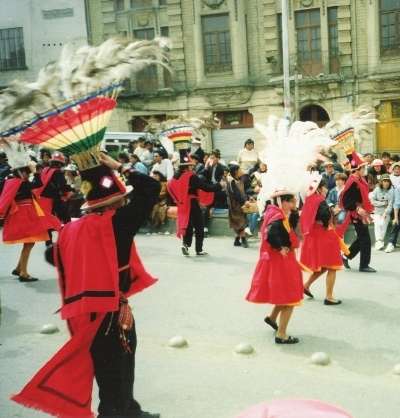
Danza Suri Sicuri

## Pintura

### Arte rupestre

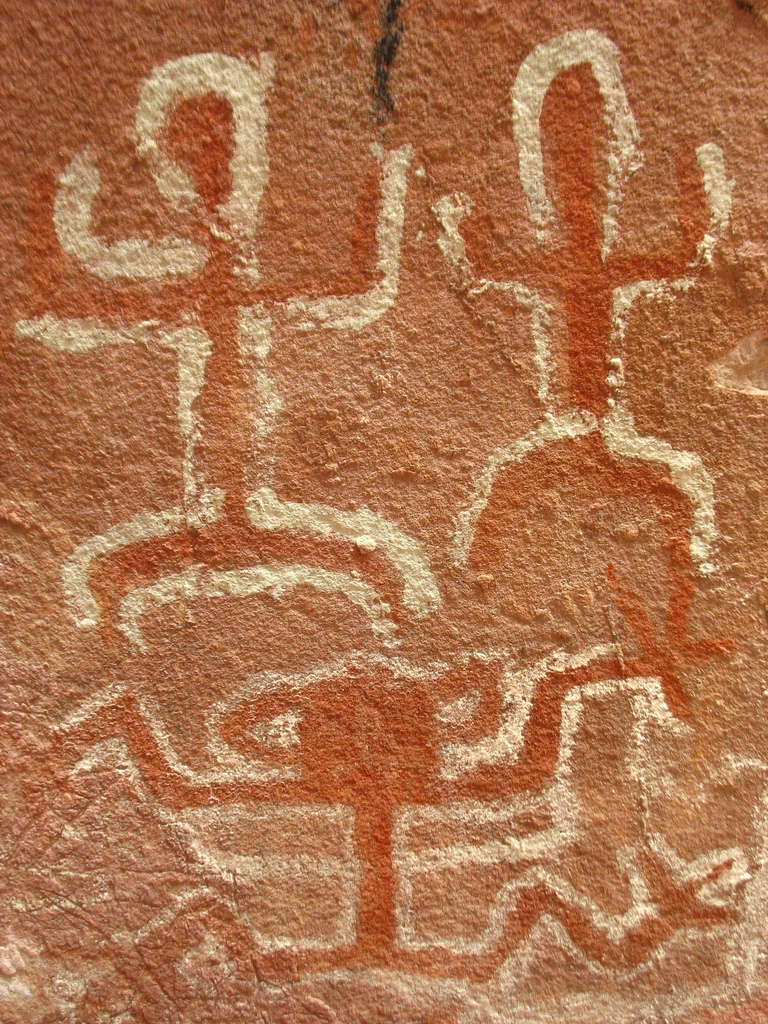
Pintura rupestre en Incamachay donde se aprecian antropomorfos estilizados de color blanco

La Sociedad de Investigación del Arte Rupestre de Bolivia, fundada en 1987, se encarga de realizar el registro de sitios con pinturas y grabados rupestres en todo el país.
En Bolivia se han registrado ya más de mil sitios en todos los departamentos, la mayor cantidad en el altiplano y los valles, un número reducido en las tierras bajas A veces, se encuentran cerca de rutas tradicionales de tráfico (caminos, ríos), pero también hay grabados o pinturas en lugares muy escondidos y de difícil acceso.
Los investigadores del arte rupestre de Bolivia han definido una cronología preliminar, distinguiendo manifestaciones de los siguientes períodos:
- Horizonte Paleoíndio: Se supone que a este período pertenecen algunas escenas de caza en pinturas rupestres del departamento de Potosí.[9]

- Culturas preincaicas: Existen muy diversos estilos de grabados y pinturas en muchas regiones del país que a veces son parecidos a diseños de tejidos o cerámica. Representan animales de caza o domésticos como la llama, hombres y, sobre todo, figuras geométricas o abstractas.[9]

- Período incaico: Se trata de varios sitios en Copacabana (lago Titicaca) y la vecindad de esa población, con las sillas talladas en roca, y un sitio en el departamento de Santa Cruz, el cerro esculpido de Samaipata con sus extensos relieves. Estos grabados muestran estrechas relaciones con las manifestaciones del arte incaico en el Perú y se encuentran en lugares históricos de la ocupación incaica en Bolivia.[9]

- Colonia: Existe una gran cantidad de dibujos rupestres que fueron fechados por sus motivos coloniales, por ejemplo cruces cristianas (también hay cruces en el arte precolombino), representaciones de jinetes, de figuras con vestimenta o utensilios europeos. República. Aún en nuestros días los nativos de varias regiones de nuestro país han producido grabados o pinturas rupestres en lugares que para ellos tienen especial importancia, a veces sobre rocas donde ya había arte antiguo.[9]

Para referirse al arte rupestre en Bolivia se utilizan términos como Peña Colorada, Piedra Marcada o Pintatani (en una mezcla del idioma aimara con el castellano). Por otro lado, existen nombres que expresan el temor de los vecinos a estos lugares, porque ellos creen que son habitados por el diablo o malos espíritus: Supay Huasi (en quechua, ‘casa del diablo’).

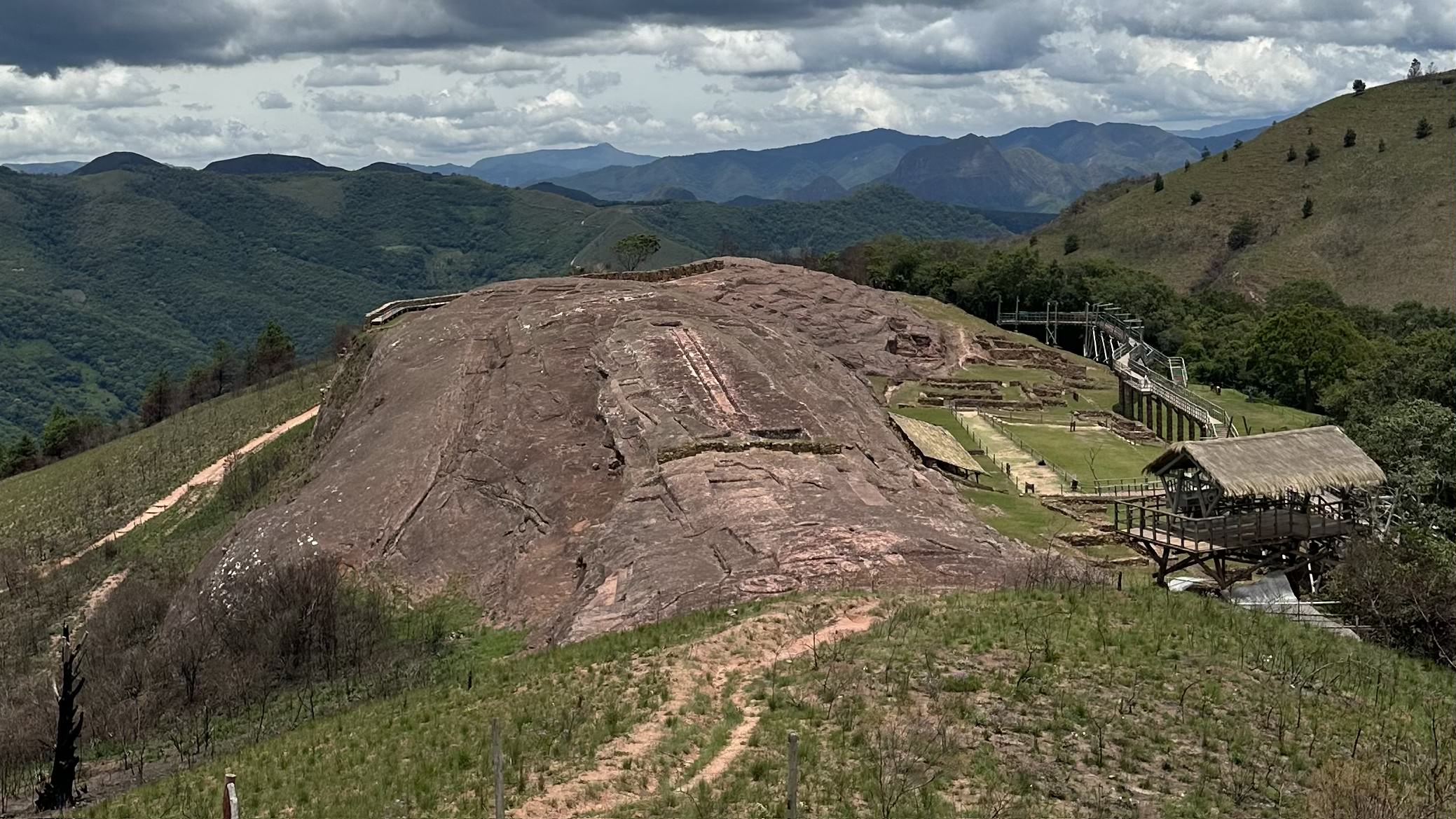
El Fuerte de Samaipata, considerada la piedra tallada más grande del mundo.

Los principales parques arqueológicos del país son:
- Calacala: Localizado en la provincia Cercado de Oruro a 21 km sudeste de la ciudad de Oruro. Allí puedes ver pinturas de llamas y sus pastores en los colores rojo, anaranjado, blanco y negro, aparte de algunos grabados. Una llama blanca grande, el animal favorito para los sacrificios, domina uno de los paneles.[9]

- Samaipata: Localizado en la provincia Florida de Santa Cruz. El cerro esculpido en esta localidad, llamado El Fuerte, ha sido declarado Patrimonio Cultural de la Humanidad por la UNESCO. Presenta depresiones artificiales, canales, nichos trapezoidales y otros grabados como esculturas zoomorfos. Este lugar tiene una larga historia de asentamientos. Los hallazgos han permitido reconocer el siguiente cuadro cronológico: Fase pre-Inka, Inka I, Inka II (los dos períodos incaicos fueron interrumpidos por una invasión de los chiriguanos) y Colonia. Se supone que los Incas erigieron allí un importante centro religioso y administrativo. Aparte de la roca esculpida existen terrazas y restos de edificios.[9]

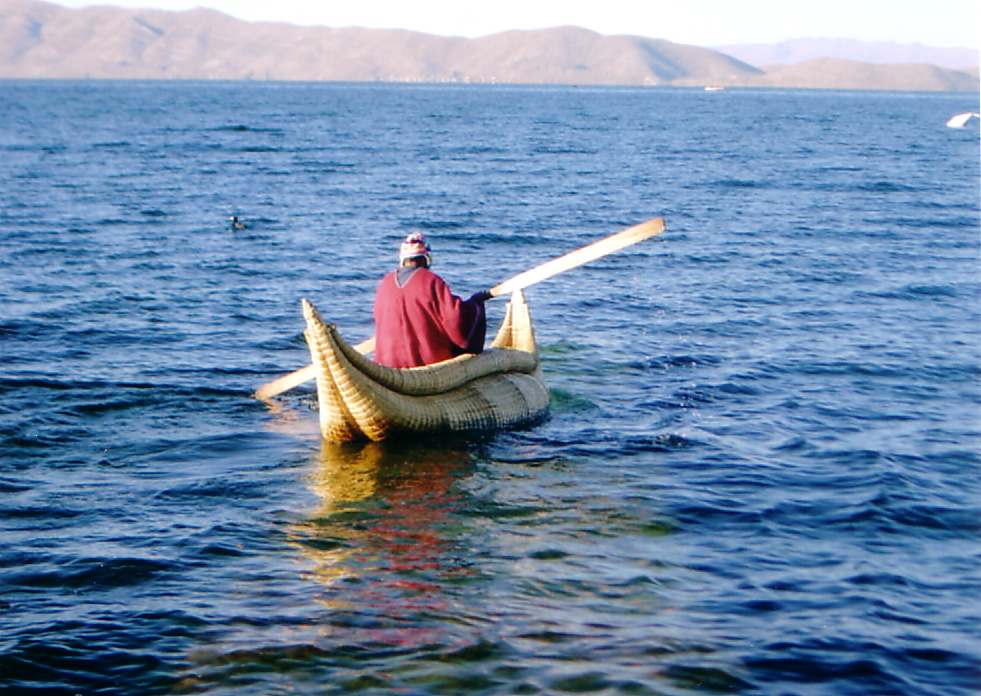
Balsa hecha de totora, en el lago Titicaca

- Balsa hecha de totora, en el lago TiticacaCopacabana: Localizado en el departamento de La Paz. Frente al cementerio, en los sitios Intinkala y Orkojawira, se encuentran dos áreas cercadas de rocas esculpidas, denominadas también arquitectura rupestre, como el llamado Trono del Inca. Puedes observar en una de las rocas principales una serpiente grabada con un canal de desagüe de líquido que fluye hacia el suelo lo que parece indicar que en el sitio se realizaron ofrendas. El nombre Intinkala significa Piedra del Sol. Según la tradición aimara en este lugar «se sentaba el Sol», por eso el investigador Portugal Zamora supone que el sitio estaba consagrado para algunas ceremonias importantes dedicadas al culto del sol. En la exposición del museo arqueológico de Kusijata, en los alrededores de Copacabana, encontrarás otras explicaciones sobre el arte rupestre de la región del lago Titicaca.[9]

- Incamachay: Localizado en la Serranía de Chataquila, departamento de Chuquisaca. La gran mayoría de sus motivos ha sido pintada en blanco o rojo o en ambos colores. Presentan antropomorfos estilizados, formas geométricas y algunos zoomorfos. Una cúpula o tacita en el suelo del alero parece indicar que en este lugar se colocaron ofrendas en ceremonias. Este alero fue declarado monumento nacional por sus imponentes pinturas y algunos grabados, pero sus pinturas han sido afectadas por el vandalismo YVA.[9]

### Manierismo

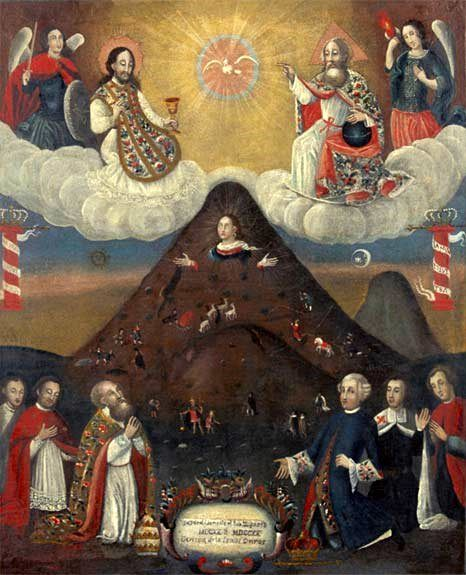
La Virgen del Cerro, pintura anónima de 1720, Museo Casa Nacional de Moneda Potosí

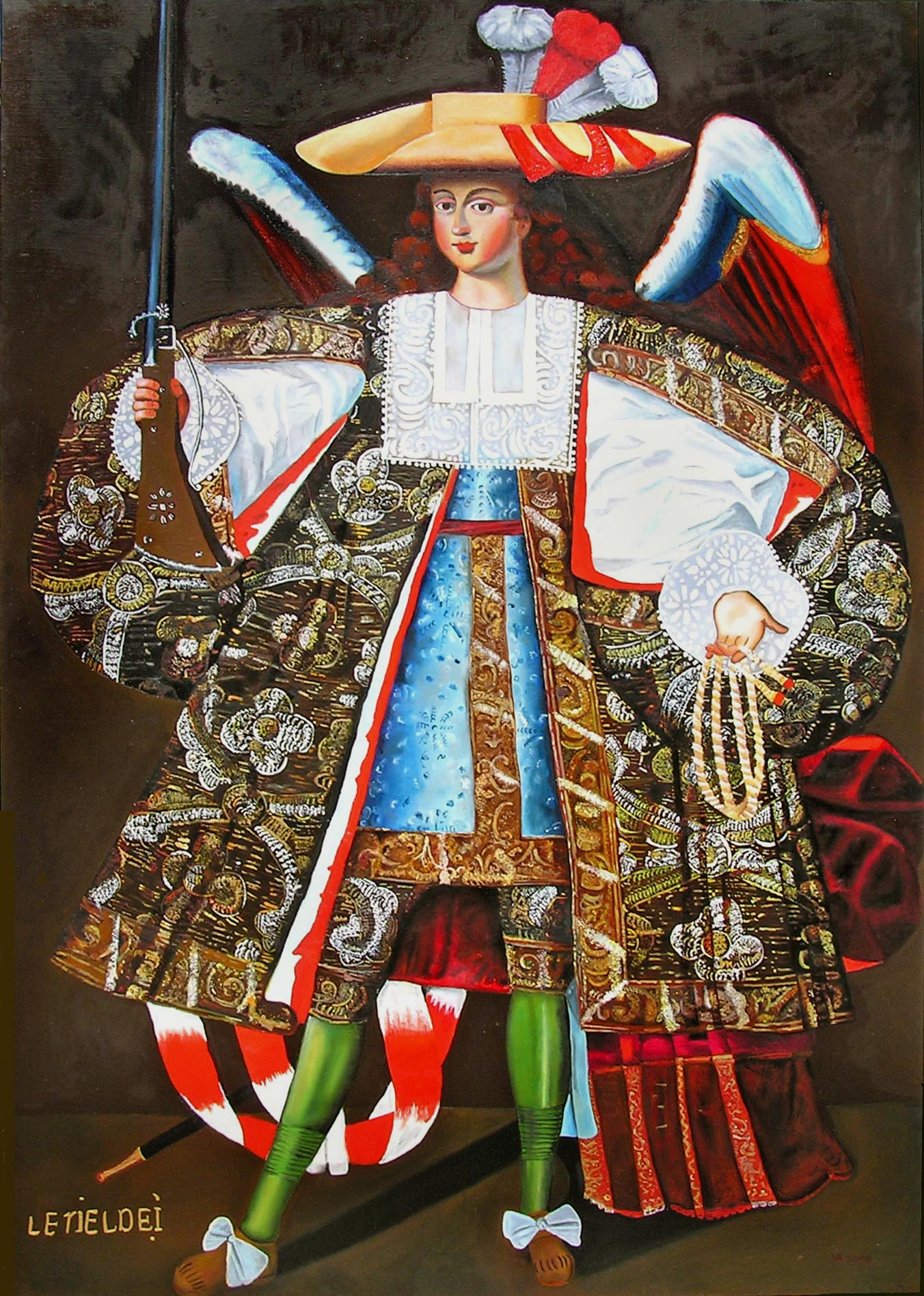
Ángel Letiel Dei, pintura de Melchor Pérez de Holguín, Iglesia de Calamarca.

El manierismo es una de las tendencias artísticas más importantes de América Latina. La pintura del Virreinato recibió la influencia directa de Zuccari y de Vasari, y la arquitectura, la de Sebastián Serlio. En lo que concierne a la pintura, fue importante la influencia del jesuita Bernardo Bitti que vivió en Charcas, trabajó en las misiones jesuitas del lago Titicaca, especialmente en Juli y es considerado el pintor más importante de América del Sur en el siglo XVI y a principios del XVII. Sus obras muestran personajes idealizados, cuidadosamente estructurados, cuyas actitudes y costumbres nos recuerdan a Miguel Ángel, los rostros, en particular los de la Virgen María, son tan dulces como los de Rafael su colorido es contrapuesto y no es extraño encontrar sombras verdes sobre paños ocres. Bitti influye notablemente en el arte popular pro la relación que tuvo con los indígenas en Cusco y Potosí. Las escuelas de arte indígena más importantes, las de Cuzco y del Collao, mostraron cierta reticencia hacia el realismo y el claroscuro, lo cual se puede en parte explicar tanto por la influencia de Bitti, como por las tradiciones incaica y tiahuanacota, en las que el arte era estilizado carecía de realismo.
Uno de los seguidores más cercanos de Bitti es Gregorio Gamarra quien sobresala depor obras como La Epifanía (Museo de La Paz) Posteriormente, Jerónimo Diego de Ocaña con la Virgen de Guadalupe del Monasterio franciscano de La Paz, datada de 1609. Es igualmente en esta época que fueron establecidos los principios de las diferentes escuelas artísticas y que los artistas indígenas aprendieron su arte de los europeos. La influencia de Bitti sobre Diego Cusihuamán es evidente. Surgen además artistas indígenas como Pedro de Loayza y Tito Yupanqui.

### Barroco
El barroco aparece en la Audiencia de Charcas entre 1630 y 1640. Este cambio es motivado por el ingreso de obras de Zurbarán. En esta época, Potosí era la ciudad más grande de América. Su población alcanzaba los 160.000 habitantes, tratándose de españoles en una gran proporción. Las órdenes religiosas confiaron a los artistas locales la reproducción de series de grabados. Si bien está claro que la influencia española es fundamental en Potosí, no sucede lo mismo en el Collao, en donde las composiciones flamencas constituyeron la fuente principal de inspiración. Lo vemos en la obra de Leonardo Flores, el pintor más importante de esta región.

### Escuela de Potosí
El último manierista en Potosí es Nicolás Chávez de Villafuerte. Dos pintores españoles pertenecientes a las nuevas tendencias son sus contemporáneos: Francisco López de Castro y Francisco de Herrera y Velarde. Los maestros de esta generación dieron origen a la Escuela de Potosí, muy diferente de las otras escuelas del Virreinato del Perú. El Collao y Cuzco tienen una estética planista y prefieren los personajes idealizados provenientes del manierismo. Bajo la tutela de uno de estos maestros se formó el pintor barroco más importante del Virreinato, Melchor Pérez de Holguín quien firma su primera obra en Potosí en 1687. La obra de Holguín puede ser seguida paso a paso hasta 1732, año en que firma su último cuadro. A su muerte, dejó numerosos discípulos e imitadores y un siglo más tarde será recordado bajo el sobrenombre de Brocha de Oro. Las obras de Holguín se caracterizan por el achatamiento de personajes y su universo. Posteriormente aparecen discípulos de Holguín como Gaspar Miguel de Berrío, Luis Niño, Nicolás Ecoz y Joaquín Carabal. Los anónimos que copian a los personajes de Holguín son numerosos.

### Escuela del Collao
A fines del siglo XVII, los artistas indígenas y mestizos son cada vez más numerosos. Es entonces que la pintura salvo en Potosí en donde Holguín imprime la marca de un arte diferente: comienza a asumir su propia identidad y a alejarse de los modelos europeos. Cuzco y el Collao son los centros de esta nueva tendencia. Las pinturas más apreciadas son aquellas que carecen de perspectiva, con escenas variadas y anecdóticas y personajes de be1leza convencional. El oro, utilizado profusamente en los primeros años, pero luego desaparecido con el manierismo, vuelve a escena y los cuadros revestidos de él son altamente valorados. El siglo XVIII está marcado por un interés creciente hacia la historia incaica.
Los primeros pintores del Collao son Leonardo Flores y el Maestro de Calamarca. El primero trabaja alrededor de 1684 en los pueblos que se encuentran a orillas del Lago Titicaca, como con grabados flamencos. Flores trabajó para el Obispo de La Paz, Queipo del Llano. Después de Flores, la pintura del Collao se hace grandilocuente y se dirige a las masas. La Asunción de la Virgen, el infierno y el pecado son temas recurrentes. Las más célebres pinturas sobre este tema se encuentran en la iglesia de Carabuco, firmadas por Juan López de Los Ríos. En Carabuco es donde aparecen los primeros ángeles vestidos a la usanza del siglo XVII. Estos ángeles serán más tarde el tema favorito de los cultores de las tierras altas.
En Bolivia existen varios series de ángeles, siendo la más famosa la que se encuentra en la iglesia de Calamarca. Las pinturas de ángeles más destacadas del barroco boliviano son las obras conocidas como <<Ángeles y Arcángeles de Calamarca>>.
La colección está compuesta de 36 cuadros que podemos agrupar en tres series: los arcabuceros, los que están vestidos de romanos y los serafines, con vestimenta de mujer.

### Arte republicano
El siglo XIX tuvo una fuerte influencia del neoclasicismo con obras de arte de apariencia grandilocuente y de colorido sobrio. Los artistas más destacados fueron Manuel Oquendo y Manuel Gumiel de Sucre.
La independencia y el advenimiento de la república incorporan el academicismo.
El retrato votivo es relegado a la tradición familiar y popular, siendo sustituido por los retratos oficiales compuestos a la manera de la escuela francesa. Entre los retratos oficiales la iconografía bolivariana es la más abundante y característica. En Chuquisaca existe un magnífico retrato de Bolívar debido a la mano del mulato peruano José Gil de Castro. Del círculo de Castro es el retrato de Andrés de Santa Cruz, fechado en 1828.
En la línea de pintores de retratos de políticos se destacan Melchor María Mercado y Antonio Villavicencio de Chuquisaca. La modalidad intermedia entre la pintura de retrato y la pintura religiosa se halla representada por dos pintores Juan de la Cruz Tapia y Saturnino Porcel. En el último tercio del siglo, la ciudad de La Paz produce un grupo interesante de pintores más inclinados a las tendencias románticas que los potosinos o chuquisaqueños. Sobresale entre ellos Zenón Iturralde cuyos paisajes de los Yungas (1867) y otros sitios cercanos a La Paz, lo colocan dentro de un género que en Bolivia tuvo escasos cultores. Otros destacados son Mariano Florentino Olivares.
Otros artistas importantes son: Manuel Ugalde, José García Mesa y Joaquín Castañón.

### 

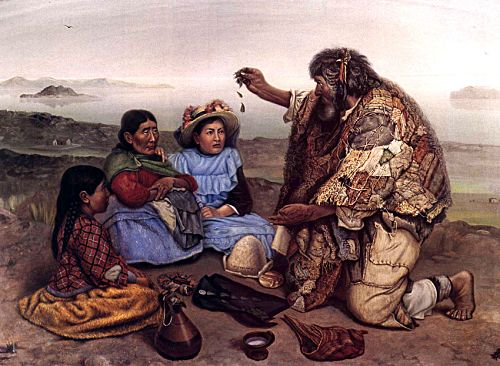
El Yatiri (1918), pintura de Arturo Borda.

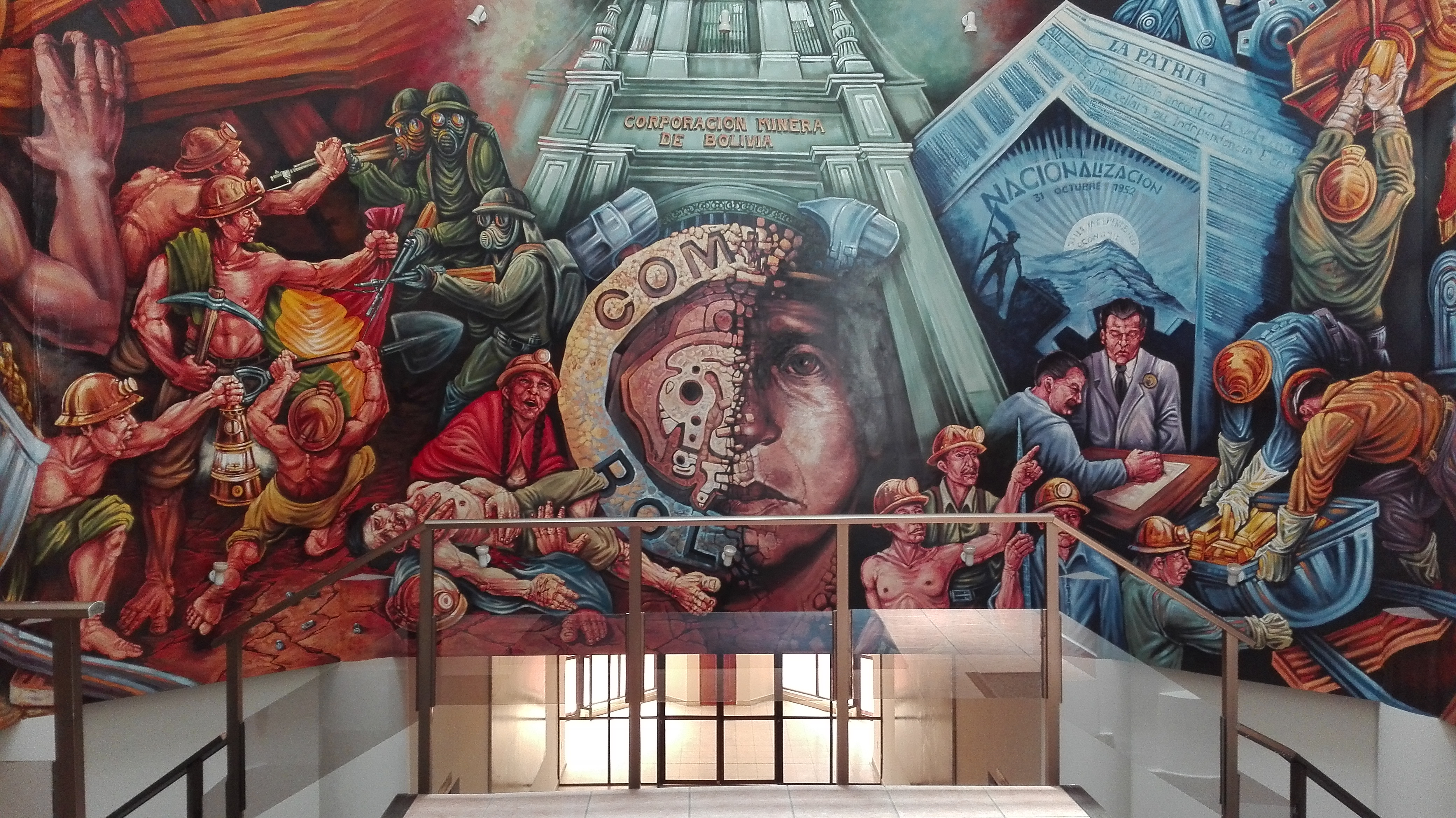
Muralismo.

### SigloXX
El siglo XX ha significado, dentro del arte, la toma de conciencia y la búsqueda paulatina de la identidad nacional. Durante la primera mitad trabajaron importantes pintores que marcaron pasos en esa ruta.
Arturo Borda (1883-1953), realizó numerosos retratos con un sentido de realismo mágico y simbólico, y obras alegóricas. Cecilio Guzmán de Rojas (1898-1950) desarrolló y propulsó el indigenismo.
Otros artistas trabajaron también dentro de esta tendencia como Genaro Ibáñez, Jorge de la Reza, y Juan Rimsa, que aportó el expresionismo al arte del país. Más adelante llegaron Raúl Prada (1900-1991), Mario Unzue (1905-1984) y Armando Jordán (1900-1983) en Santa Cruz de la Sierra.
A consecuencia de la guerra del Chaco se generaron movimientos de cambio de la realidad del país que desembocaron en la Revolución Nacional de 1952.
Aparecen los artistas revolucionarios como Miguel Alandia Pantoja (1914-75), Walter Solón Romero (1925), Alfredo La Placa (1929) con los indígenas y obreros como temas de fondo.

### Contemporáneo

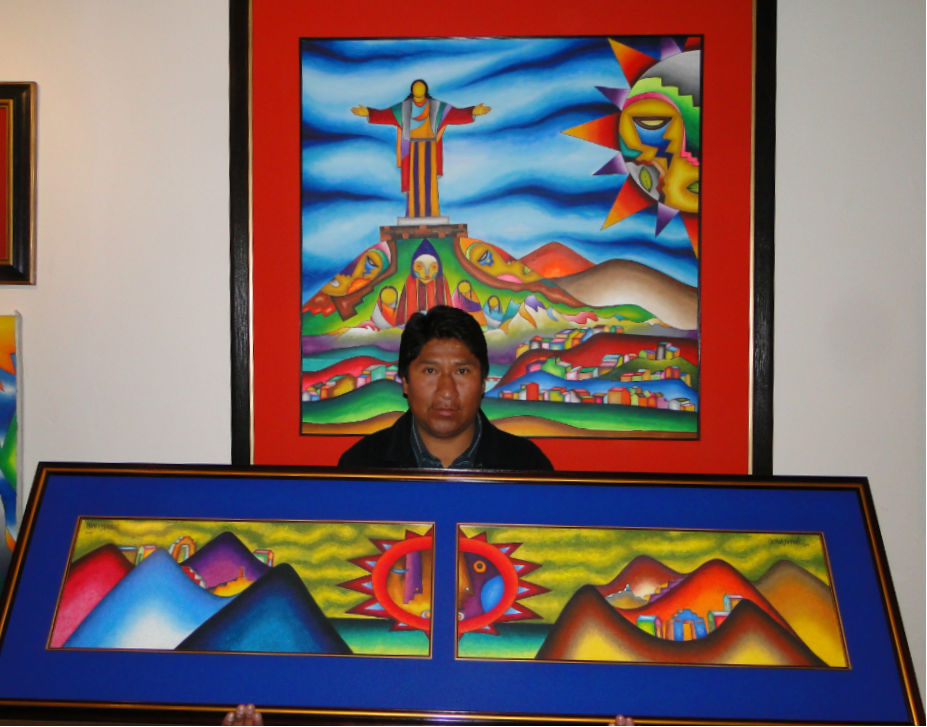
Roberto Mamani Mamani, pintor contemporáneo de origen aimara.

A fines del siglo XX los temas como el indio y el obrero son sustituidos por el hombre urbano y el arte con un fuerte contenido de crítica social.
Roberto Valcárcel abrió una nueva senda en este sentido, con obras como "Los Torturados", "Muchachos Equívocos", el Che Guevara o Franz Tamayo hechos con bolsitas de té, valiéndose en gran medida del dibujo.
Gastón Ugalde trabaja los barros secos, los indios tornados urbanistas y los héroes desconocidos, tan desconocidos y anónimos con los monigotes de papel vestidos y los toros sin cabeza de Efraín Ortuño.
Es muy valiosa también la producción hiperrealista de Tito Kuramoto en Santa Cruz de la Sierra y la pintura aparentemente naïve de Carmen Villazón.
Dentro la pintura de protesta es importante la obra de Edgar Arandia, Javier Fernández, Gil Imaná y Lorgio Vaca.
Carlos Fernández, por su parte expresivo y colorista por esencia, ha sintetizado en su pintura el paisaje urbano y los rostros de ciudadanos bolivianos.
En 1981 se realiza la primera Bienal Boliviana, organizada por el Grupo Pucara y más adelante surgen pintores como Sol Mateo, Roberto Mamani Mamani, Luis Zilveti, Fernando Rodríguez Casas, César Jordán, Patricia Mariaca, Ángeles Fabbri, Silvia Dáttoli, Juan Carlos Apaza, Ejti Stih, Carmen Torres, Alejandra Alarcón, Fernando Ugalde, Juan Pablo Cortez entre otros.

## Escultura

### Tiwanaku
La escultura boliviana se remonta al periodo de Tiwanaku con las estelas antropomorfas como el Monolito Bennett que alcanza una altura de 7.3 metros de alto.
Las estatuas son rígidas, de corte cuadrangular. Las figuras más conocidas se hallan en posición vertical, de pie, con las manos sobre el pecho.
La cabeza es cuadrada y tiene bandas en relieve mientras que las orejas y la nariz se representan en forma de T. y los ojos son rectangulares, con grandes lágrimas.
En el complejo de Kalasasaya se encuentran otras esculturas como la Puerta del Sol y el Monolito Ponce.
En la parte superior de la Puerta del Sol, hay un complejo friso en cuyo centro aparece la figura de un personaje ricamente ataviado, en posición frontal, que sostiene en cada una de sus manos un báculo con figuras de aves (águilas o cóndores) que se cree representa al dios Wiracocha.

### Colonial

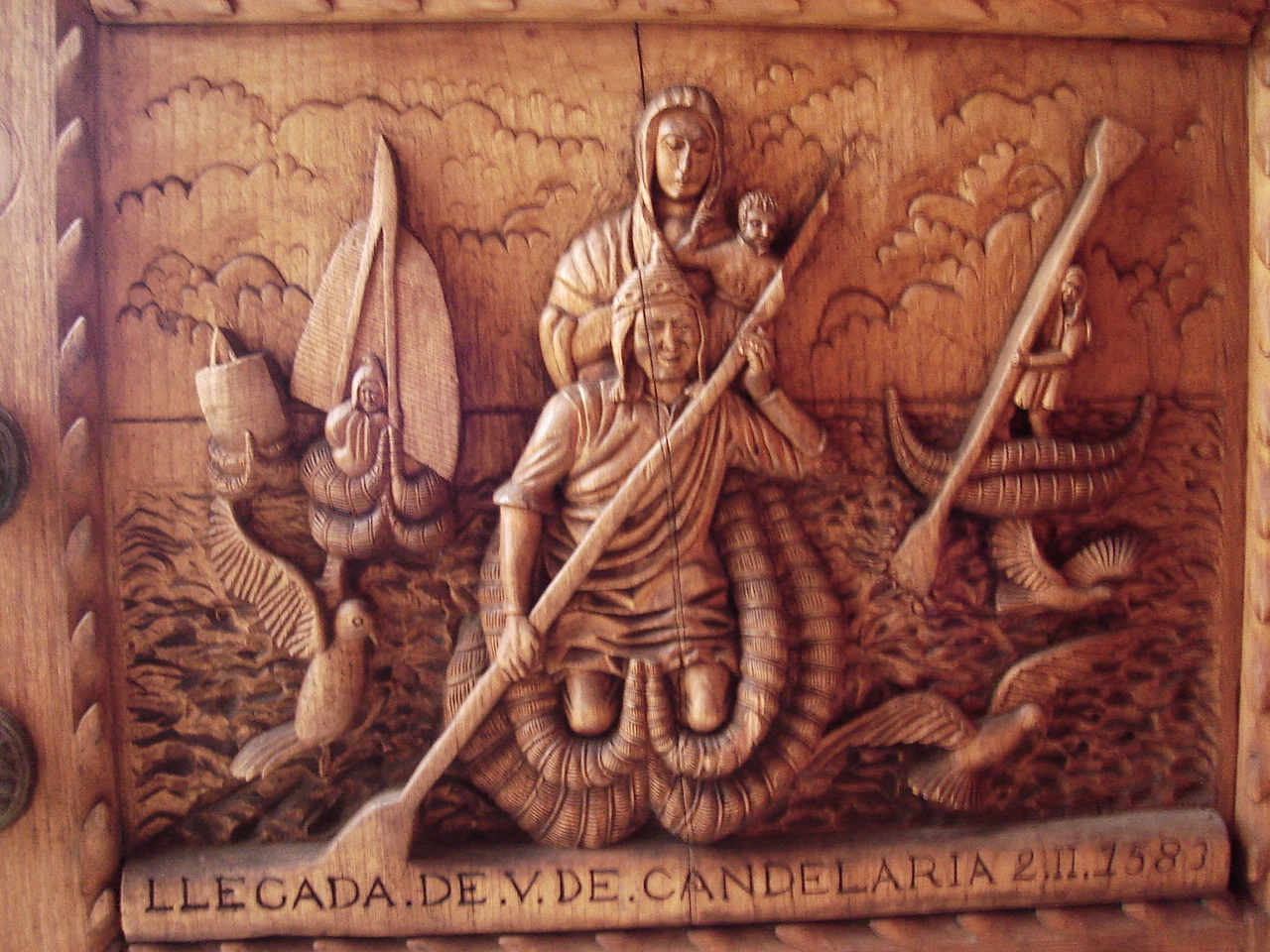
la Puerta de la Basílica de la Virgen de Copacabana tallada por Francisco Tito Yupanqui.

En Bolivia se conservan pocas imágenes del siglo XVI.
De hacía 1570, y sevillana, es la magnífica Virgen de la Candelaria de la Catedral de La Paz.
El escultor más conocido es Tito Yupanqui, autor de la Virgen de Copacabana.
Yupanqui nació en Copacabana en el siglo XVI.
Viviendo en Potosí, estudió la obra del escultor Diego Ortiz y luego comenzó a tallar Vírgenes de madera como la Virgen de la Candelaria.
De retorno en Copacabana, Yupanqui perfecciona su tallado retratando a la Virgen de Copacabana con material usado (maguey) y una técnica que entroncó la tradición indígena con la escultura española de la época.
Después de Yupanqui, se destacan seguidores como Sebastián Acostopa y contemporáneos como Andrés y Gómez Hernández Galván, autor de los retablos de La Merced de Sucre y de Ancoraime.
Su estilo tanto en lo arquitectónico, como en la parte de escultura muestra el renacimiento en su plenitud y el manierismo introducido por Bernardo Bitti.
Con la llegada del realismo de Sevilla llegan obras como la de Juan Martínez Montañés, quien es autor de la Pequeña Inmaculada de una vara que se halla en La Catedral de Oruro, y Gaspar de la Cueva cuyas obras son referenciadas por el historiador Arzanz y Orzua y Vela, destacándose la efigie Cristo Crucificado des Burgos que hizo Cueva para la iglesia de San Agustín de Potosí.
Algo más distante de Montañés, es Luis de Peralta que firma un Cristo crucificado que se halla hoy en el Asilo de Ancianos de Potosí.
La influencia cuzqueña penetra en el Alto Perú con las obras del cuzqueño Julián, quien hacia 1650 envía una Virgen de la Candelaria que hoy se ve en la parroquia de San Martín de Potosí.
Las tendencias de Sevilla y de Cuzco se ven en la obra del escultor indio Diego Quispe Curo, quien en 1657 firma un Cristo atado a la Columna que se halla actualmente en la iglesia de La Recoleta de Sucre.

### Republicana
Hasta la creación de la Escuela de Bellas Artes de La Paz, no se hace escultura profesional.
Durante la primera mitad del siglo XX se destacan Epifanio Urrias Rodríguez, Alejandro Guardia, Fausto Aóiz, Emiliano Luján, Hugo Almaráz, Víctor Zapana, el ceramista Manuel Iturri y principalmente Marina Núñez del Prado
quien es considerada una de las más grandes escultoras de América Latina
y que llegó a ser admirada por personalidades como Pablo Picasso y Gabriela Mistral.
La obra de Núñez del Prado se distingue por el uso de estilizadas curvas (trabajadas en ónix, granito negro, alabastro, etc.), que simbolizan a la mujer (la silueta femenina, la imagen de la mujer, la mujer indígena, etc.), tema que ocupa un lugar central en su arte.
Más tarde, después de los años sesenta aparecen nuevos valores como Ted Carrasco, Carlos Rodríguez, Marcelo Callaú y David Paz, y más recientemente León Saavedra-Geuer, Francine Secretan y Gastón Ugalde.
Todos estos artistas a excepción de Rodríguez y Saavedra-Geuer, hacen un arte inspirado en el mundo boliviano y los mitos andinos como los cóndores, el misterio de la vida y la muerte en eterna sucesión, el exuberante y lujurioso mundo de los trópicos, logrando obras de gran calidad y que definen acaso el arte boliviano mejor que la propia pintura.

## Arquitectura

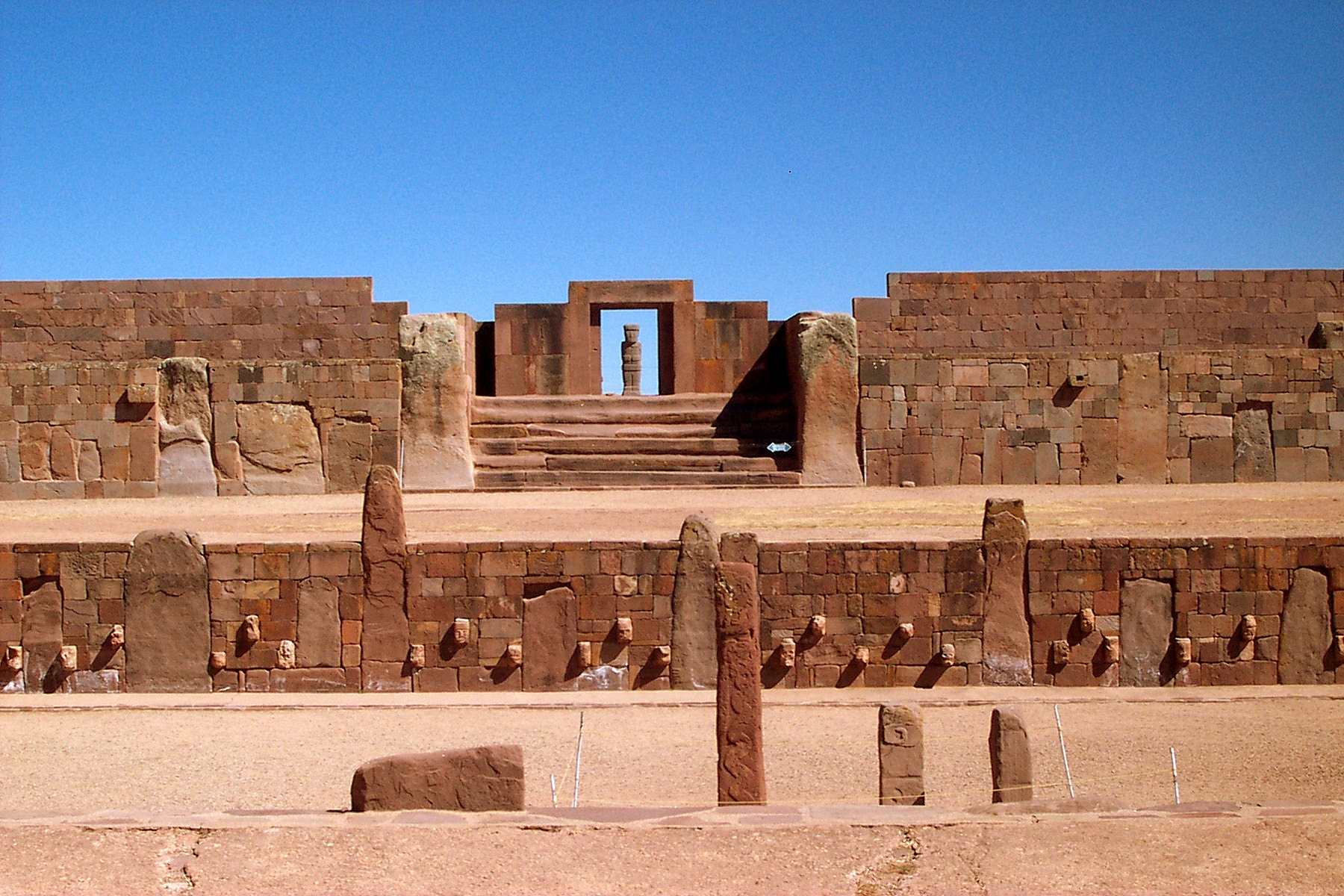
Muros del Templo de Kalasasaya, arquitectura tiwanakota

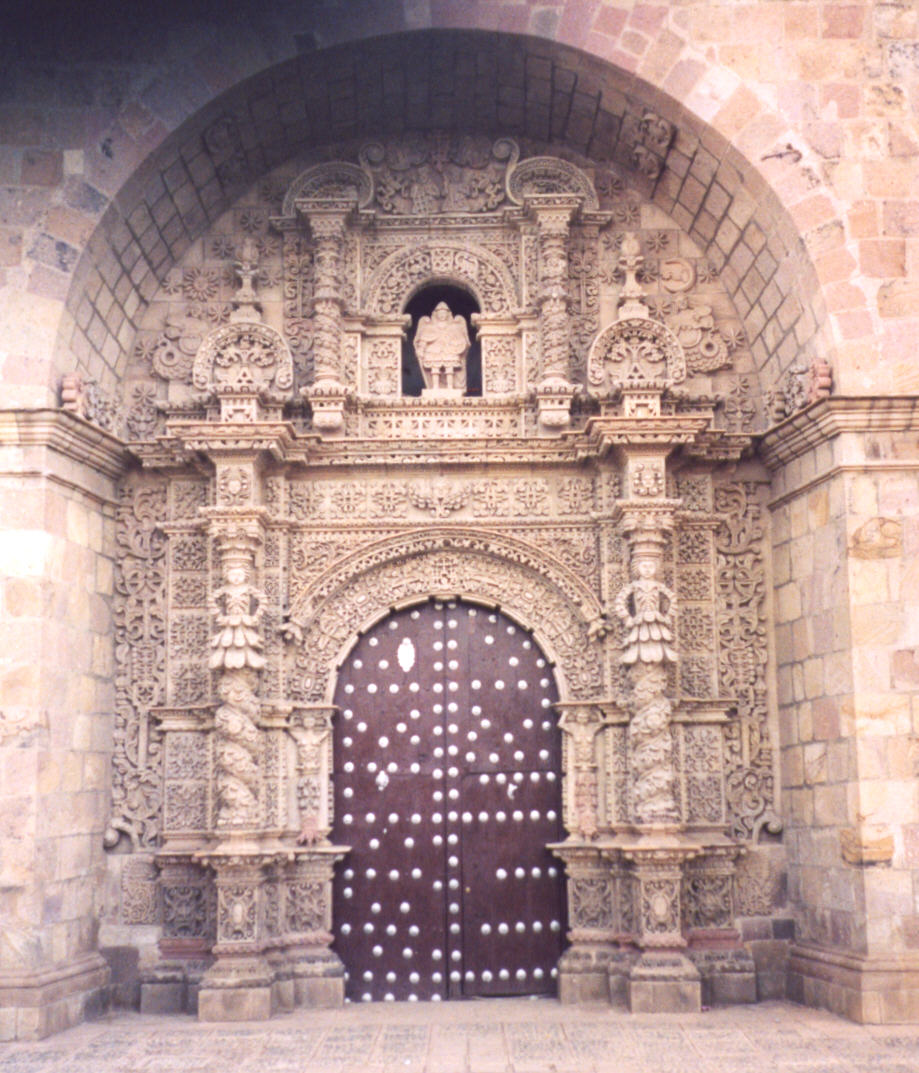
Iglesia de San Lorenzo, arquitectura del barroco mestizo, Potosí.

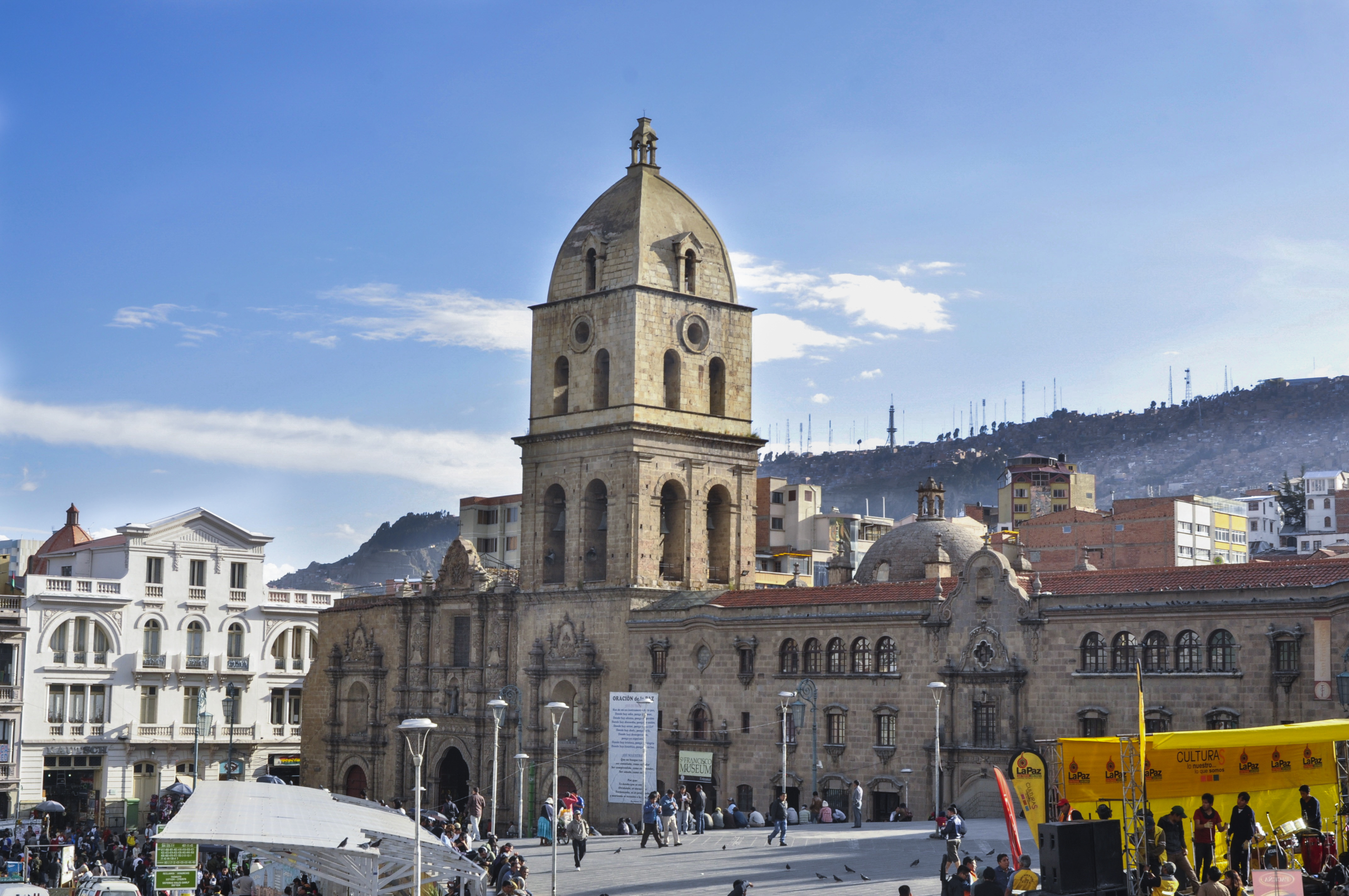
Basílica de San Francisco, arquitectura del periodo barroco mestizo

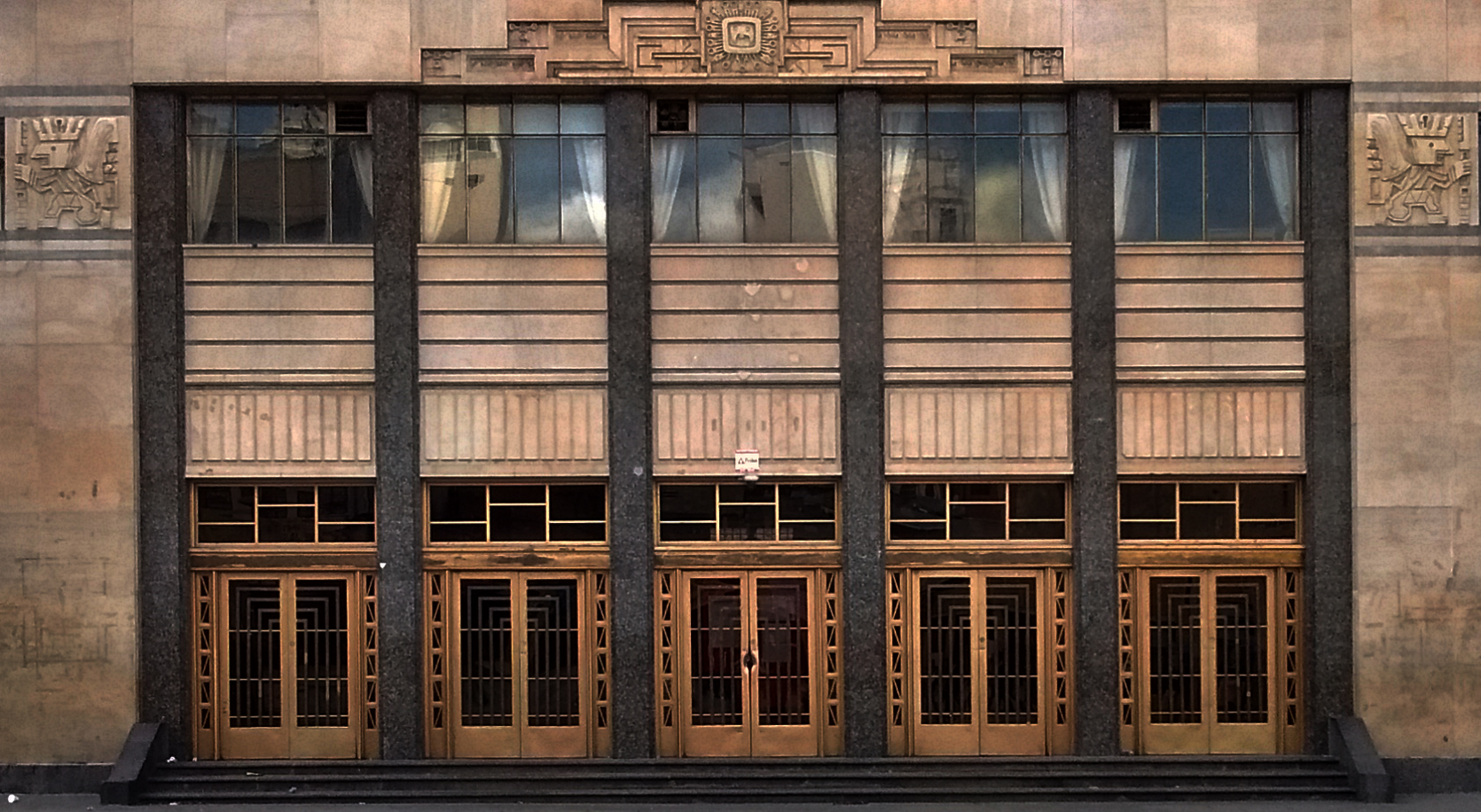
La entrada principal de la Universidad Mayor de San Andrés, de arquitectura ecléctica de estilo art déco y andino

### Tiwanaku e Inca
El conjunto arqueológico de Tiwanaku está compuesto por grandes unidades de edificación, de planta rectangular y espacios abiertos, probablemente calles, y canales de agua.
La arquitectura es de grandes bloques de piedra labrada y con excelente ensambladura y sillares trabados con grapas de cobre en sus caras interiores.
Las piedras fueron traídas al sitio desde grandes distancias, algunas desde canteras que están cerca del lago. Ese trayecto varía de entre 10 y 300 km. y hay bloques que pesan más de 100 toneladas.
Dentro la arquitectura incaica se destacan las construcciones ceremoniales próximas a Copacabana como el Pilkokaina o palacio del Inca y la Chincana, en la Isla del Sol; y el acllahuasi en la Isla de la Luna.
Por otra parte, se destacan las construcciones militares incas como Incallajta e Incarracay, en Cochabamba; Incahuasi, Oroncota y San Lucas, en Chuquisaca; y Samaipata en Santa Cruz.

### Colonial
En este periodo surgen los edificios religiosos (iglesias, conventos), civiles .(cabildos, palacios, viviendas) e industriales (ingenios, cecas).
Muchas edificaciones fueron hechas en piedra y se conservan hasta la actualidad. Los templos construidos en los siglos XVI y XVII tuvieron en general un estilo renacentista.
En el siglo XVIII se implantó el estilo barroco, caracterizado por la abundancia de adornos en forma de espiral o caracol, el uso de la línea curva y la inclusión de elementos mitológicos (sirenas, atlantes) en la decoración.
Este estilo fue el origen del barroco mestizo, en el cual se conjuncionaron principios barrocos con elementos nativos. La iglesia de San Lorenzo de Potosí conjuga cariátides convertidas en indígenas, sirenas tocando charango por ejemplo.
Otras obras del barroco mestizo son la iglesia de Santo Domingo y la Basílica de San Francisco en La Paz;
y las iglesias de las Misiones Jesuíticas.

### Republicana
A comienzos del siglo XIX impera el neoclasicismo con características del barroco italiano del siglo XVII. Alternancia de curvas y contracurvas, frontones mixtilíneos y decoraciones estilo se Rococó son los principales elementos arquitectónicos.
Las obras más importantes del periodo son: la Catedral de Potosí (de Manuel Sanahuja), la Casa del Mariscal Andrés de Santa Cruz (hoy colegio San Calixto de La Paz), y la Tercera Orden Franciscana en La Paz.
Luego de la fundación de la República, Felipe Bertrés y José Núñez del Prado introdujeron el academicismo francés.
Se construyeron así el Teatro municipal de La Paz (1834-1845) y el Palacio de Gobierno (1845-1850), obras de Núñez del Prado.
El palacio está edificado con los tres órdenes clásicos, en torno a un patio con portada interior y escalera triunfal.
Por su parte, Bertrés construyó la Catedral de Santa Cruz de la Sierra (1830 - 1840) a base de ladrillo con cubiertas y bóvedas interiores de madera.
La Catedral de La Paz iniciada por Sanahuja, fue continuada por Bertrés, Núñez del Prado, Presbítero Ernesto Vespignani, Eulalio Morales y Antonio Camponovo.
Durante el periodo, se realizó también arquitectura conmemorativa, como el Arco de Triunfo de Zepita y el arco de Triunfo de La Paz, así como la columna conmemorativa en la plaza de Potosí. En Sucre se construyó la capilla Rotonda.
En las dos últimas décadas del siglo XIX se impuso el eclecticismo. Sucre y La Paz desarrollaron intensa actividad arquitectónica.
En 1880 se introdujo el neogótico con la iglesia de San Calixto de La Paz (1880-1882) construida por el Padre Eulalio Morales, y la Recoleta (1884-1894). En Sucre se construyó el nuevo palacio de Gobierno, hoy Prefectura Departamental (1892-1904); el Teatro Gran Mariscal Sucre, edificado con planos de un proyecto francés para la Opera de París, y también los edificios del Banco Nacional de Bolivia y el Banco Argandoña, de Eduardo Doynel. El ejemplo más significativo del eclecticismo es el Palacio de la Glorieta (1900), de Antonio Camponovo, que reunió en el edificio 14 estilos,
incluyendo los estilos clásico europeo, gótico en la capilla y árabe en el pórtico a la manera de la Alhambra, renacentista, bizantino y románico.
Asimismo la Alameda, conjunto de parque y jardines con obeliscos, arcos triunfales y lagunas artificiales. En el mismo periodo se construyó en Tarija la Casa Dorada, con rica decoración interior de murales, tapices, lienzos, etc.
En Cochabamba, se destaca el Palacio Portales (1925) encargado por Simón Patiño, proyectado por el arquitecto francés Eugene Bliault.

### Contemporánea

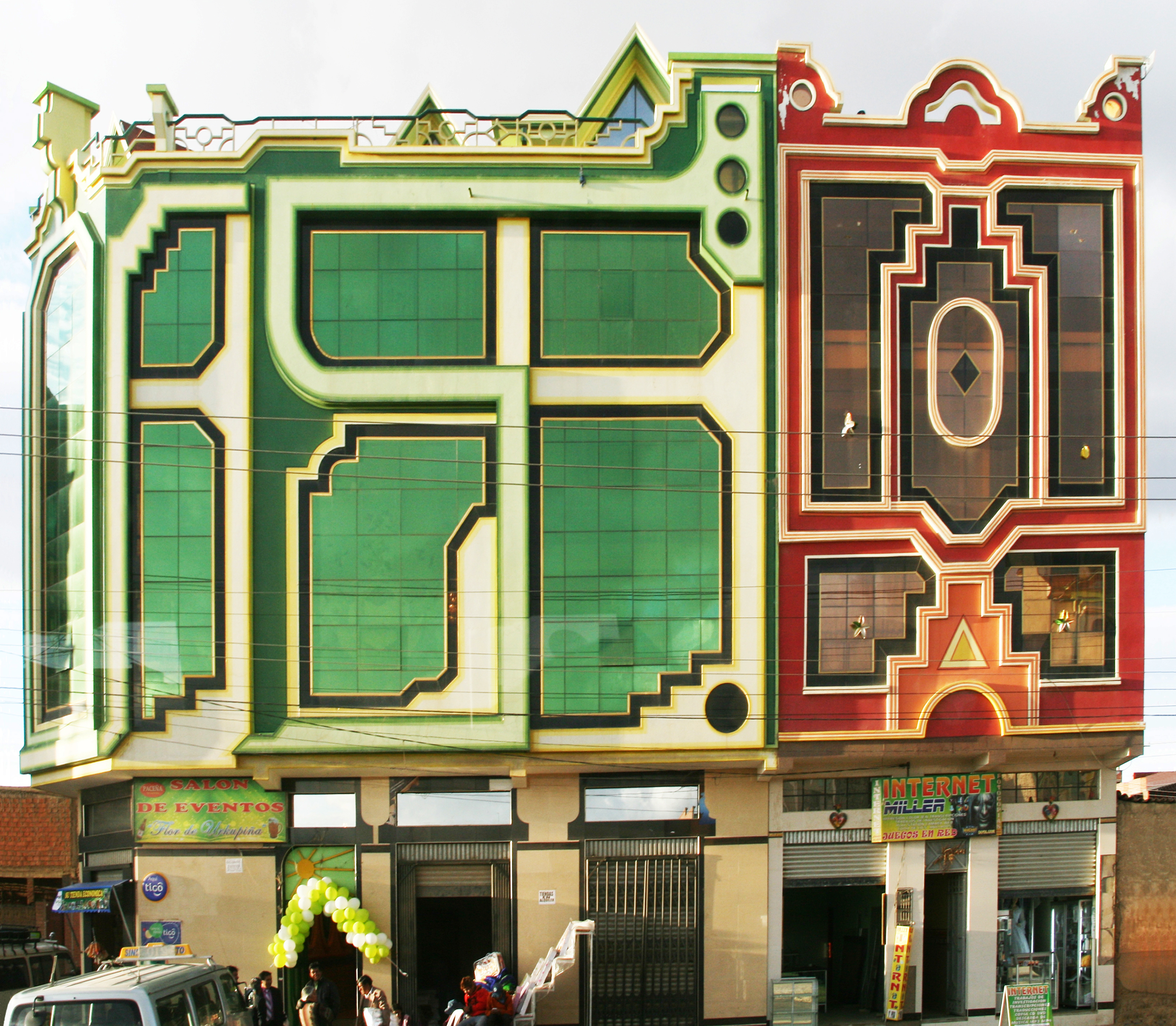
Cholet, con colores y rasgos de la cultura altiplanica

En el siglo XX, y dentro del eclecticismo, se destaca la obra de Arturo Posnasky quien edificó su residencia privada en estilo neotiahuanaco (1909), hoy sede del Museo Nacional de Arqueología. También se construyeron residencias como el Club Libanés, la Casa Machicado, y las oficinas de la Bolivian Railway con ventanas y balcones elaboradas en hierro forjado.
En la arquitectura metálica se construyó el edificio de la Aduana Nacional (1915-1920) por Miguel Nogué.
Importantes obras de ingeniería son los Puentes Colgantes, que penden de cables de acero, sostenidos por dos pares de torres de estilo neogótico, el Puente Sucre sobre el Río Pilcomayo, entre Sucre y Potosí, construido por el ingeniero Julio Pinkas, y el Puente Arce, entre Sucre y Cochabamba, ambos diseñados y calculados por Luis Soux.
Dentro del academismo oficial, en La Paz se construyeron el Palacio Legislativo (1900-1905), atribuido a Camponovo; el Palacio de Justicia (1919) de Adán Sánchez. En Oruro, durante los años de apogeo de Simón Patiño se construyó el Palais Concert (1930) con arquitectura afrancesada.
El arquitecto más importante en el siglo XX fue Emilio Villanueva (1886-1970), que dentro del academicismo edificó importantes edificios de La Paz como el Hospital General (1925), la Alcaldía de La Paz Alcaldía de La Paz (1925) y el Banco Central de Bolivia (1926).
Dentro del racionalismo, y en pos de una arquitectura nacional realizó el complejo de la Universidad Mayor de San Andrés (1941-1948), aplicando módulos y conceptos espaciales inspirados en la cultura Tiwanaku.
En la segunda mitad del siglo XX, se pone de moda la arquitectura neocolonial con edificios como la estación de ferrocarril en La Paz y la Corte Suprema de Justicia en Sucre, de Julio Mariaca Pando (1895-1970), y los edificios de La Razón y la Caja Nacional de Seguridad Social, de Mario del Carpio.
Otras obras son: Cuarto Centenario en Potosí, de Martín Noel; la Prefectura de Potosí y el Banco del Estado de Santa Cruz de la Sierra, de Alberto Iturralde Levy; el Monumento a la Revolución Nacional (1960) de Hugo Almaraz (1910-1980); el edificio de La Papelera 1967, de Luis Perrín y la sede de Yacimientos Petrolíferos Fiscales Bolivianos de Luis Iturralde Levy; estos dos últimos con influencia del racionalismo funcionalista inspirado en la tercera generación de rascacielos de Estados Unidos.
En los años ochenta, aparece la arquitectura postmoderna en obras como la Casa Morales (1985), de Roberto Valcárcel (1951)
y la Casa Crespo de Carlos Villagómez .
En los inicios del siglo XXI, nace una nueva arquitectura andina, con el nombre de “cholet”, una mezcla entre chalet y cholo (que es la manera despectiva de llamar a las personas con rasgos indígenas), el precursor es el ingeniero Freddy Mamani. Es una arquitectura muy particular, nació en la ciudad de La Paz, se caracteriza por tener fachadas plásticas con variedad de colores, diseños exóticos, y formas andinas, así mismo los edificios suelen tener distintos usos en cada una de las plantas, la planta baja se destina a locales comerciales, el primer y segundo piso son para salones de eventos, y en los últimos niveles se ubican las residencias de los dueños. Mamani generó nuevos edificios, que hasta ese entonces no habían en la ciudad; los mismos que lograron reflejar la identidad y esencia de la cultura del altiplano.